# Liste der Biografien/Char
Liste der Biografien |
Portal Biografien |
Personensuche
# |
A |
B |
C |
D |
E |
F |
G |
H |
I |
J |
K |
L |
M |
N |
O |
P |
Q |
R |
S |
T |
U |
V |
W |
X |
Y |
Z |
?
 
Ca |
Cb |
Cc |
Ce |
Ch |
Ci |
Cj |
Ck |
Cl |
Cm |
Cn |
Co |
Cr |
Cs |
Ct |
Cu |
Cv |
Cw |
Cy |
Cz
 
Cha |
Chb |
Che |
Chh |
Chi |
Chk |
Chl |
Chm |
Chn |
Cho |
Chr |
Cht |
Chu |
Chv |
Chw |
Chy
 
Chaa |
Chab |
Chac |
Chad |
Chae |
Chaf |
Chag |
Chah |
Chai |
Chaj |
Chak |
Chal |
Cham |
Chan |
Chao |
Chap |
Chaq |
Char |
Chas |
Chat |
Chau |
Chav |
Chaw |
Chay |
Chaz
Die Liste der Biografien führt alle Personen auf, die in der deutschsprachigen Wikipedia einen Artikel haben. Dieses ist eine Teilliste mit 678 Einträgen von Personen, deren Namen mit den Buchstaben „Char“ beginnt.

## Char
- Char, René (1907–1988), französischer DichterRené Char (1907–1988)

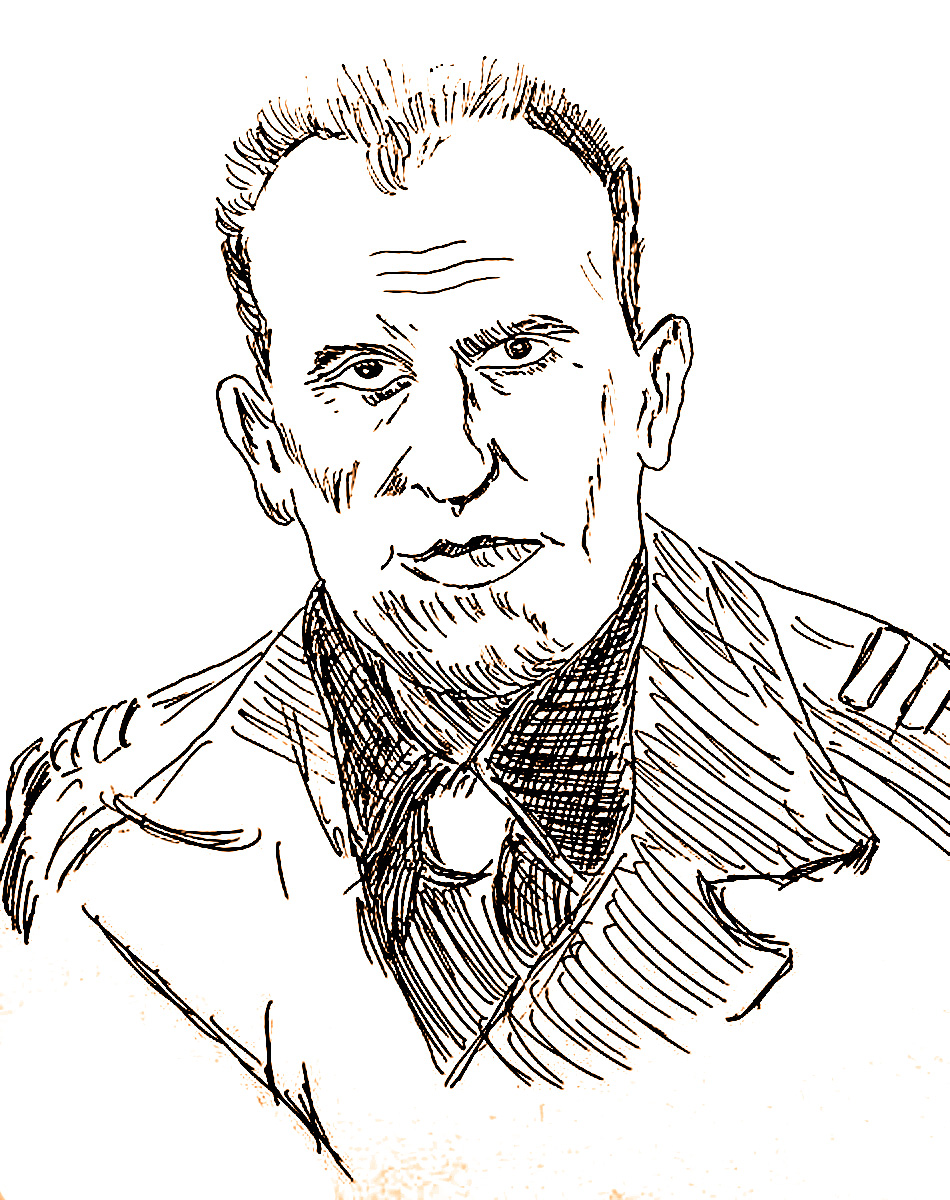
René Char (1907–1988)

### Chara
- Chara (* 1968), japanische Sängerin und Schauspielerin
- Chara (* 1981), angolanischer Fußballspieler
- Chará, Édison (1980–2011), kolumbianischer Fußballspieler
- Chará, Yimmi (* 1992), kolumbianischer Fußballspieler
- Chára, Zdeno (* 1977), slowakischer Eishockeyspieler
- Charabadse, Lewan (* 2000), georgischer Fußballspieler
- Charadschajew, Alexander Dawidowitsch (1826–1894), Kaufmann der ersten Gilde, Philanthrop, Bürgermeister (1860 bis 1864) sowie Ehrenbürger von Mariupol
- Charadse, Ana (1905–1977), sowjetische Botanikerin und Hochschullehrerin
- Charadse, Ewgeni (1907–2001), georgischer Astronom und Hochschullehrer
- Charaii, Abdellah (* 1991), marokkanischer Speerwerfer
- Charaischwili, Giorgi (* 1996), georgischer Fußballspieler
- Charaka, indischer Arzt und Autor
- Charakter, Julia (* 1984), deutsch-ukrainische Autorin, Regisseurin und Produzentin
- Charaktis, Joanna, australische Fußballschiedsrichterassistentin
- Charalambakis, Christoforos (* 1948), griechischer Sprachwissenschaftler und Neogräzist
- Charalambidis, Constantinos (* 1981), zyprischer Fußballspieler
- Charalambidis, Kyriakos (* 1940), zyprischer Autor
- Charalambidis, Pavlos (* 1979), griechischer Badmintonspieler
- Charalambidou, Irini (* 1964), zyprische Politikerin
- Charalambis, Anastasios (1862–1949), griechischer General, Politiker und Ministerpräsident
- Charalambopoulos, Ioannis (1919–2014), griechischer Politiker (PASOK), MdEP
- Charalambous, Alexis (* 1981), zyprischer Radrennfahrer
- Charalambous, Charis (* 1985), zypriotischer Badmintonspieler
- Charalambous, Despina (* 2000), zyprische Hochspringerin
- Charalambous, Elias (* 1980), zyprischer Fußballspieler
- Charalambous, Haris (1984–2006), britischer Basketballspieler
- Charalambous, Panos (* 1956), griechischer Künstler und Hochschullehrer
- Charalambous, Thalia (* 1989), zyprische Leichtathletin
- Charalampopoulos, Vasileios (* 1997), griechischer Basketballspieler
- Charalampous, Charalampos (* 1999), zyprisch-thailändischer Fußballspieler
- Charamadoye, König von Nobatia
- Charamba, Makanakaishe (* 2001), simbabwischer Leichtathlet
- Charamis, John (1904–1978), griechischer Augenarzt, Hochschullehrer
- Charamoni, Santiago (* 1994), uruguayischer Fußballspieler
- Charamsa, Karl (1927–1983), österreichischer Komponist
- Charamsa, Krzysztof (* 1972), polnischer Geistlicher
- Charan, Ram (* 1939), US-amerikanischer Unternehmensberater und Bestsellerautor indischer Herkunft
- Charanakunnel, Joseph Augustine (* 1938), indischer Geistlicher, emeritierter Erzbischof von Raipur
- Charanauli, Ana (* 1962), georgische Philologin
- Charania, Mohsin (* 1985), US-amerikanischer Pokerspieler
- Charante, Karel Eduard van (1894–1985), niederländischer Faschist
- Charanzová, Dita (* 1975), tschechische Politikerin der ANO 2011
- Charap, David (* 1965), britischer Filmeditor
- Charara, Mohamed Hamzah (1924–2012), saudi-arabischer Diplomat
- Charara, Zakaria (* 1986), libanesischer Fußballspieler
- Chararich, salfränkischer Kleinkönig
- Charas, Moyse (1619–1698), französischer Apotheker und Arzt
- Charatjan, Dmitri Wadimowitsch (* 1960), sowjetisch-russischer Schauspieler
- Charaton, Herrscher der europäischen Hunnen
- Charavel, Louis (1890–1980), französischer Autorennfahrer
- Charayron, Emmie (* 1990), französische Triathletin

### Charb
- Charbit, Max (1908–2001), französischer Fußballspieler
- Charbonneau, Christine (1943–2014), kanadische Singer-Songwriterin
- Charbonneau, David (* 1974), kanadischer Astronom und Professor für Astronomie an der Harvard University
- Charbonneau, Guy (* 1946), kanadischer Geistlicher und emeritierter römisch-katholischer Bischof von Choluteca
- Charbonneau, Jean Baptiste (1805–1866), nahm als Säugling und Kleinkind an der Lewis-und-Clark-Expedition teil und ist auf der Sacagawea-Dollar-Münze abgebildet
- Charbonneau, Jean-Noël (1875–1945), kanadischer Chorleiter, Komponist und Musikpädagoge
- Charbonneau, Jean-Pierre (* 1950), kanadischer Politiker, Präsident der Nationalversammlung von Québec
- Charbonneau, José (* 1966), kanadischer Eishockeyspieler
- Charbonneau, Josée (* 1972), kanadische Freestyle-Skierin
- Charbonneau, Joseph (1892–1959), kanadischer römisch-katholischer Geistlicher, Erzbischof von Montréal
- Charbonneau, Louis (1865–1927), kanadischer Cellist und Musikpädagoge
- Charbonneau, Louis (1924–2017), US-amerikanischer Science-Fiction- und Western-Autor
- Charbonneau, Marie-Josée (* 1982), kanadische Fußballschiedsrichterassistentin
- Charbonneau, Pascal (* 1983), kanadischer Schachspieler
- Charbonneau, Patricia (* 1959), US-amerikanische Schauspielerin
- Charbonneau, Paul-Émile (1922–2014), kanadischer Geistlicher und römisch-katholischer Bischof von Hull
- Charbonneau, Robert (1911–1967), kanadischer Schriftsteller und Journalist
- Charbonneau, Toussaint († 1843), kanadischer Forschungsreisender, Händler, Mitglied der Lewis-und-Clark-Expedition
- Charbonneaux, Jean (1895–1969), französischer Klassischer Archäologe
- Charbonneaux, Philippe (1917–1998), französischer Designer
- Charbonnel, Jean (1927–2014), französischer Politiker, Abgeordneter der Nationalversammlung
- Charbonnet, François (* 1972), Schweizer Architekt
- Charbonnet, Victor (1861–1924), Schweizer Ingenieur und freisinniger Politiker
- Charbonnier, Ernst August († 1747), deutscher Gartenkünstler des Barock
- Charbonnier, Eugène-Étienne (1821–1878), französischer römisch-katholischer Ordensgeistlicher und Apostolischer Vikar von Ost-Cochin
- Charbonnier, Gaëtan (* 1988), französischer Fußballspieler
- Charbonnier, Georg Ludwig (1678–1752), deutscher Gartenkünstler des Barock
- Charbonnier, Hans Arno (1878–1944), Oberbürgermeister der Stadt Legnica/Liegnitz
- Charbonnier, Jean-Baptiste-Frézal (1842–1888), katholischer Geistlicher
- Charbonnier, Lars (* 1977), deutscher evangelischer Theologe
- Charbonnier, Lionel (* 1966), französischer Fußballtorhüter
- Charbonnier, Martin († 1720), deutscher Gartenkünstler des Barock
- Charbonnier, Matthias († 1750), deutscher Gartenkünstler des Barock
- Charbonnier, Nicolas (* 1981), französischer Segler
- Charbonnier, Pierre (1897–1978), französischer Filmarchitekt
- Charbonnier, Pierre (* 1983), französischer Philosoph
- Charbonnier, Ralph (* 1962), deutscher evangelischer Theologe
- Charbonnier, Stéphane (1967–2015), französischer Comiczeichner, Karikaturist und JournalistStéphane Charbonnier (1967–2015)

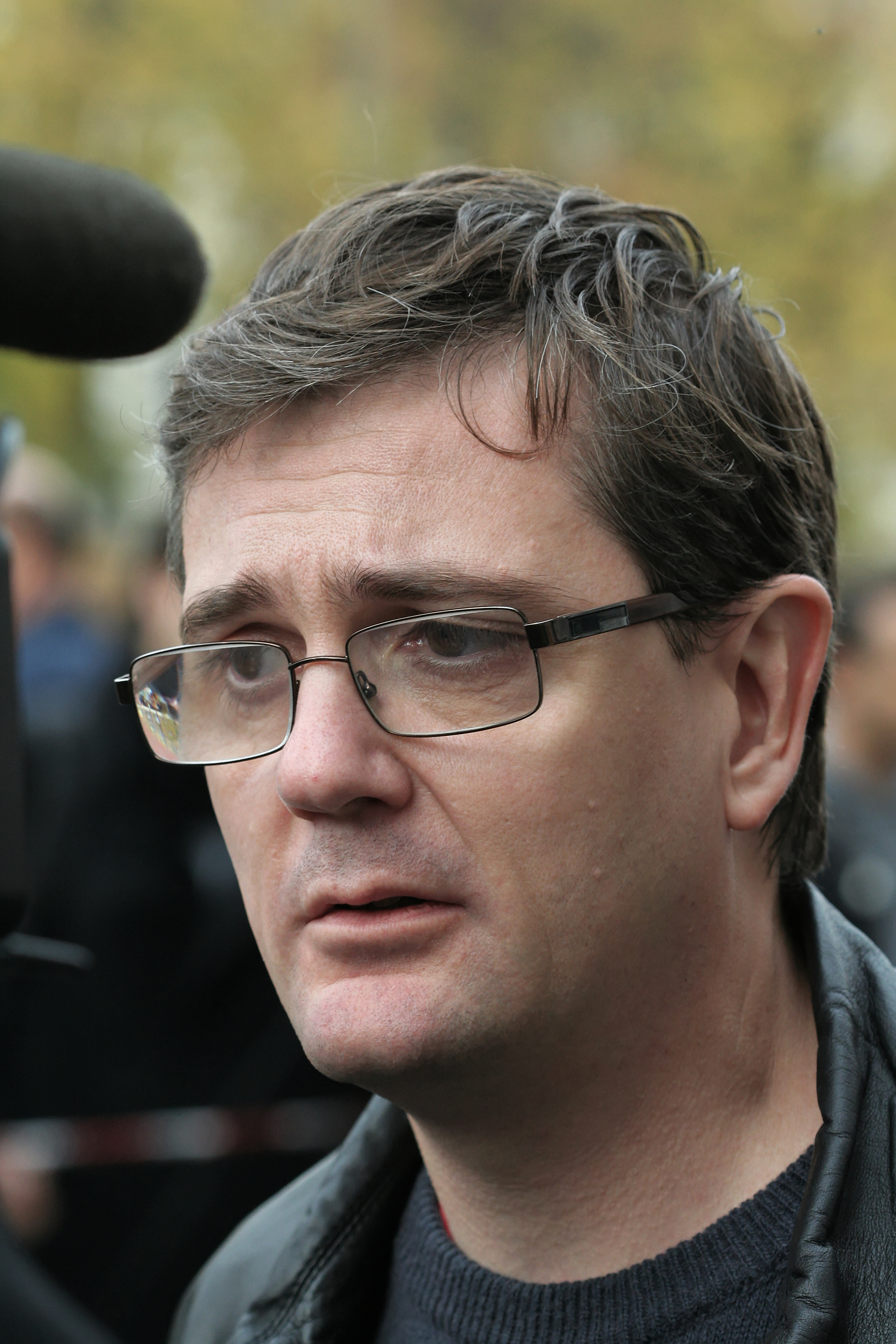
Stéphane Charbonnier (1967–2015)

- Charby, Corynne (* 1960), französische Schauspielerin und Sängerin
- Charby, Jacques (1929–2006), französischer Schauspieler, Antikolonialist und Regisseur

### Charc
- Charchulla, Jürgen (* 1939), deutscher Pionier beim Windsurfen
- Charchulla, Manfred (* 1939), deutscher Pionier beim Windsurfen
- Charcot, Jean-Baptiste (1867–1936), französischer Wissenschaftler und Polarforscher
- Charcot, Jean-Martin (1825–1893), französischer NeurologeJean-Martin Charcot (1825–1893)

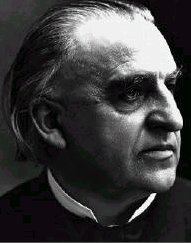
Jean-Martin Charcot (1825–1893)

### Chard
- Chard, John Rouse Merriott (1847–1897), britischer Offizier und Kommandeur der britischen Truppen bei Rorke’s Drift
- Chardavoine, Jehan (* 1537), französischer Komponist
- Chardel, Johann Friedrich von (1673–1713), deutscher Rechtswissenschaftler und Hochschullehrer
- Charden, Éric (1942–2012), französischer Sänger und Chansonnier
- Chardenon, Jean Pierre († 1769), französischer Chemiker und Arzt
- Chardin, Andrei Nikolajewitsch (1842–1910), russischer Schachspieler
- Chardin, Gabriel Gervais (1814–1907), französischer Landschafts- und Tiermaler
- Chardin, Germain (* 1983), französischer Ruderer
- Chardin, Jean (1643–1713), französischer Forschungsreisender
- Chardin, Jean Siméon (1699–1779), französischer MalerJean Siméon Chardin (1699–1779)

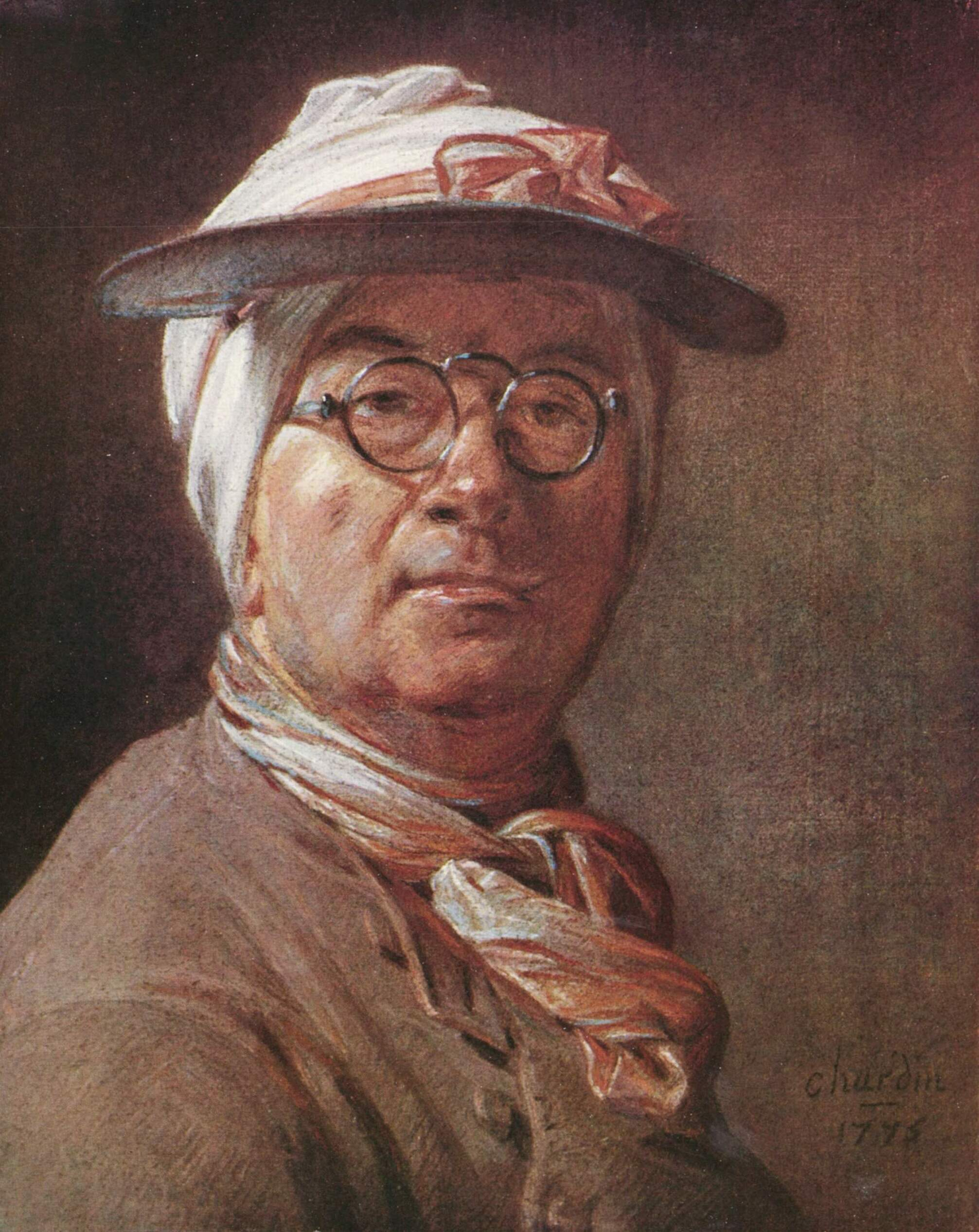
Jean Siméon Chardin (1699–1779)

- Chardon de Croisilles, nordfranzösischer Trobador
- Chardon, Henri (1834–1906), französischer Jurist, Romanist und Historiker
- Chardonne, Jacques (1884–1968), französischer Schriftsteller
- Chardonnens, Marc (1960–2020), Schweizer Agrarwissenschaftler, Direktor des Bundesamts für Umwelt
- Chardonnet, Brendan (* 1994), französischer Fußballspieler
- Chardonnet, Hilaire de (1839–1924), französischer Chemiker und Industrieller
- Chardonnet, Lyne (1943–1980), französische Schauspielerin
- Chardonnet, Michèle (* 1956), französische Leichtathletin und Olympionikin
- Chardouvelis, Gikas (* 1955), griechischer Wirtschaftswissenschaftler
- Chardronnet, Patrick, deutscher DJ und Musiker
- Chardschijew, Nikolai Iwanowitsch (1903–1996), russischer Kunstsammler und Schriftsteller
- Chardy, Jérémy (* 1987), französischer Tennisspieler

### Chare
- Chareau, Pierre (1883–1950), französischer Architekt, Innenarchitekt und Musiker
- Charef, Mehdi (* 1952), algerischer Schriftsteller, Filmregisseur und Bühnenautor
- Charef, Mehdi Abid (* 1980), algerischer Fußballschiedsrichter
- Charell, Erik (1894–1974), deutscher Regisseur und Schauspieler
- Charell, Marlène (* 1944), deutsche Sängerin, Tänzerin und ModeratorinMarlène Charell (* 1944)
- Chares, athenischer Feldherr
- Chares, griechischer Vasenmaler

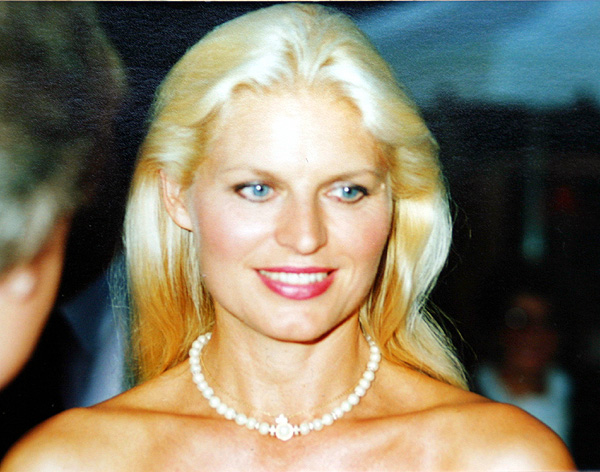
Marlène Charell (* 1944)

- Chares von Lindos, griechischer Bildhauer und Erzgießer
- Chares von Mytilene, griechischer Historiker
- Charest, Benoît (* 1964), kanadischer Gitarrist und Komponist
- Charest, Jean (* 1958), kanadischer Politiker
- Charest, Micheline (1953–2004), internationale TV-Produzentin und Geschäftsführerin der CINAR AG
- Charette de la Contrie, François Athanase de (1763–1796), französischer Marineoffizier und einer der Anführer des Aufstands der Vendée
- Charette, Brian (* 1972), US-amerikanischer Jazzmusiker
- Charette, Hervé de (* 1938), französischer Politiker (UMP, NC, PPDF), Mitglied der Nationalversammlung

### Charf
- Charfreitag, Libor (* 1977), slowakischer Leichtathlet

### Charg
- Chargaff, Erwin (1905–2002), österreichisch-amerikanischer Chemiker und Schriftsteller
- Charger, William Big (1872–1932), US-amerikanischer Indianer vom Stamm der Lakota-Sioux
- Chargesheimer (* 1924), deutscher Fotograf
- Chargui, Emna, atheistische, religionskritische Bloggerin

### Charh
- Charhadi, Driss ben Hamed (1937–1986), marokkanischer Erzähler
- Charhi, Liraz (* 1978), israelische Schauspielerin und SängerinLiraz Charhi (* 1978)

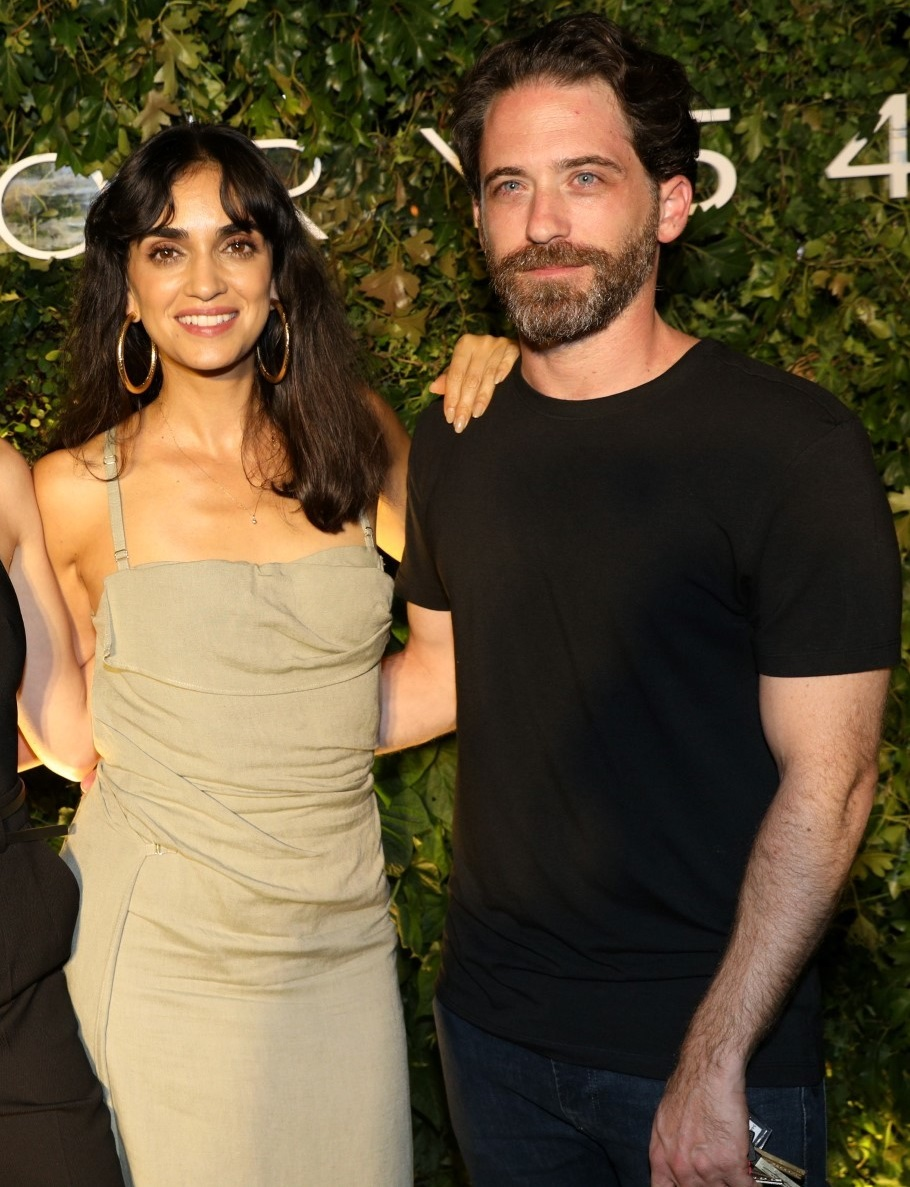
Liraz Charhi (* 1978)

### Chari
- Chari, Raja (* 1977), US-amerikanischer Testpilot und NASA-Astronaut
- Charial, Pierre (* 1943), französischer Musiker (Drehorgel)
- Chariandy, David (* 1969), kanadischer Schriftsteller
- Charibert I. († 567), König des Frankenreichs/Teilreich Paris (561–567)
- Charibert II. († 632), König des Frankenreichs/Sonderreich Aquitanien (629–632)
- Charidemos († 333 v. Chr.), Heerführer
- Charier, Christian (1899–1985), französischer Autorennfahrer
- Charietto († 365), germanischer Krieger
- Charietto, römischer Heermeister
- Charif Dalaemin (* 2002), thailändischer Fußballspieler
- Charifzadeh, Michel (* 1973), Ökonom und Hochschulprofessor
- Charig, Alan (1927–1997), britischer Paläontologe
- Charig, Julius (* 1897), deutscher Jurist
- Charig, Mark (* 1944), britischer Jazztrompeter (auch Kornett, Flügelhorn und Althorn)
- Charig, Phil (1902–1960), US-amerikanischer Komponist und Liedtexter
- Charik, Abderrazak (* 1997), algerisch-französischer Langstreckenläufer
- Charikar, Moses S., indisch-US-amerikanischer theoretischer Informatiker
- Charikles († 403 v. Chr.), Athener Admiral und Politiker
- Charim, Isolde (* 1959), österreichische Philosophin und AutorinIsolde Charim (* 1959)

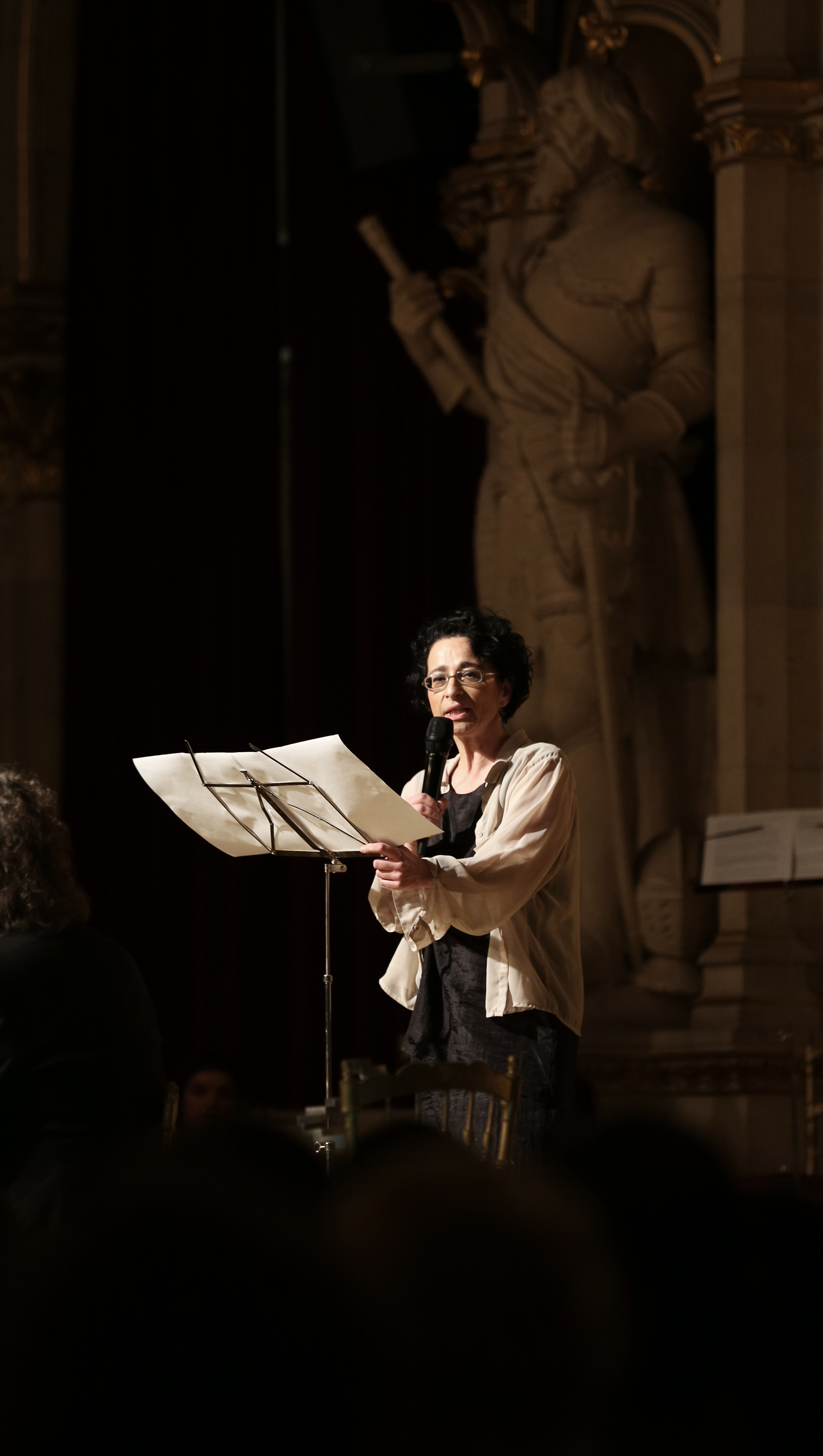
Isolde Charim (* 1959)

- Charin Boodhad (* 1989), thailändischer Fußballspieler
- Charin, Dmitri Wiktorowitsch (* 1968), sowjetisch-russischer Fußballspieler
- Charin, Felix (* 1985), deutscher Filmregisseur, Drehbuchautor und Produzent
- Charin, Jewgeni Walerjewitsch (* 1995), russischer Fußballspieler
- Charin, Pawel Petrowitsch (1927–2023), sowjetischer Kanute
- Charinda, Mohamed (1947–2021), tansanischer Maler
- Charinos, attischer Töpfer
- Chariomerus, König der Cherusker
- Charisanow, Momtschil (* 1961), bulgarischer Sprinter
- Charisch, Michael (* 1936), israelischer Politiker und Minister
- Charisis, Konstantinos (* 1979), griechischer Basketballspieler
- Charisius, Christian Ehrenfried (1647–1697), Bürgermeister von Stralsund (1681–1697)
- Charisius, Christian Ehrenfried (1722–1773), Bürgermeister von Stralsund (1764–1773)
- Charisius, Christian Ludwig (1692–1741), deutscher Mediziner
- Charisius, Eberhard (1916–1980), deutscher Oberst der NVA und Polizist in der DDR
- Charisius, Flavius Sosipater, römischer Grammatiker
- Charisius, Hanno (* 1972), deutscher Biologe, Wissenschaftsjournalist und Sachbuchautor
- Charisius, Johann Ehrenfried (1684–1760), Bürgermeister von Stralsund (1733–1760)
- Charisius, Karl Heinrich (1650–1709), deutscher Jurist
- Charisow, Semjon (* 1993), georgischer Eishockeyspieler
- Charisse, Cyd (1922–2008), US-amerikanische Filmschauspielerin und TänzerinCyd Charisse (1922–2008)

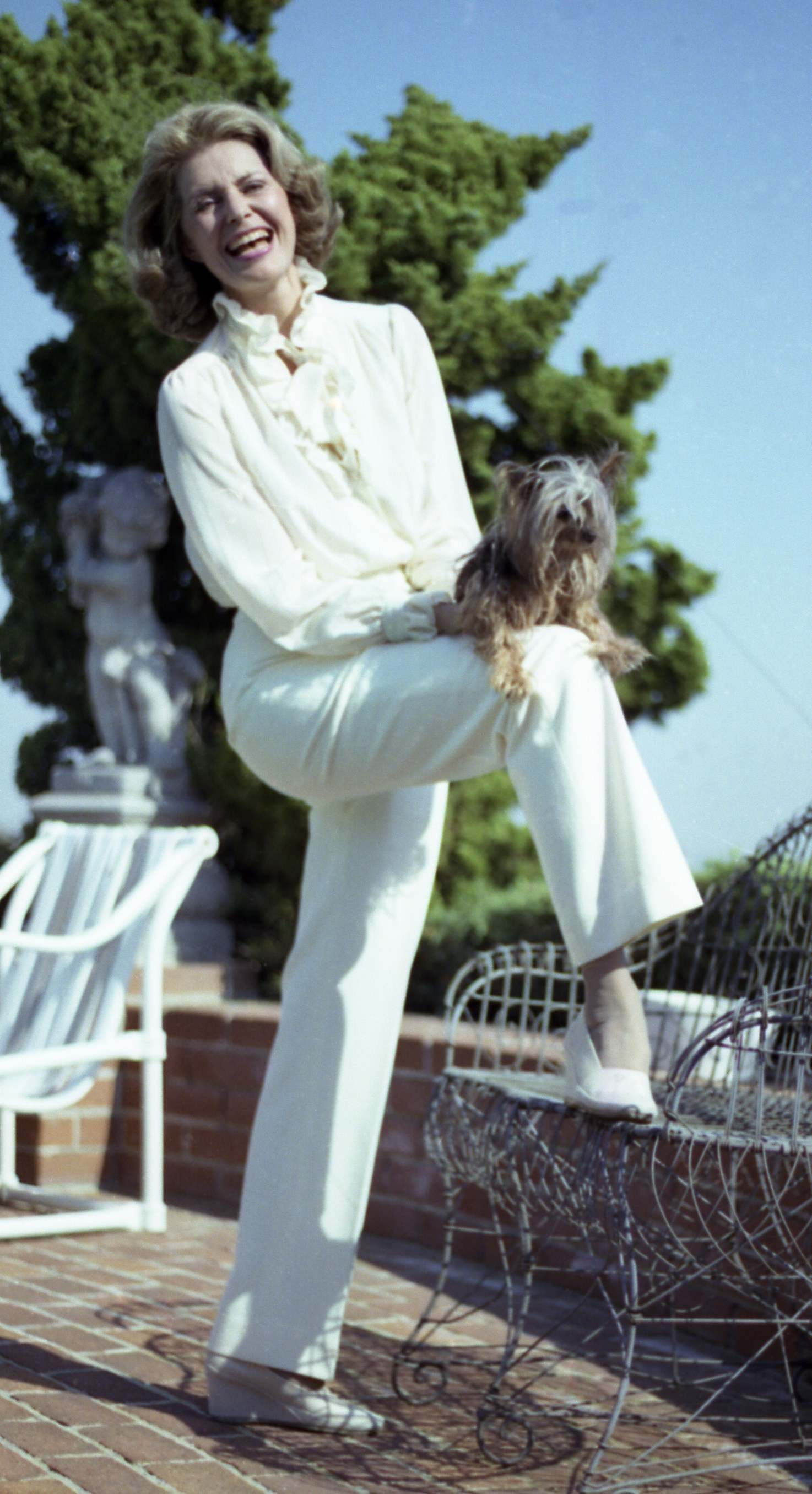
Cyd Charisse (1922–2008)

- Charisteas, Angelos (* 1980), griechischer FußballspielerAngelos Charisteas (* 1980)

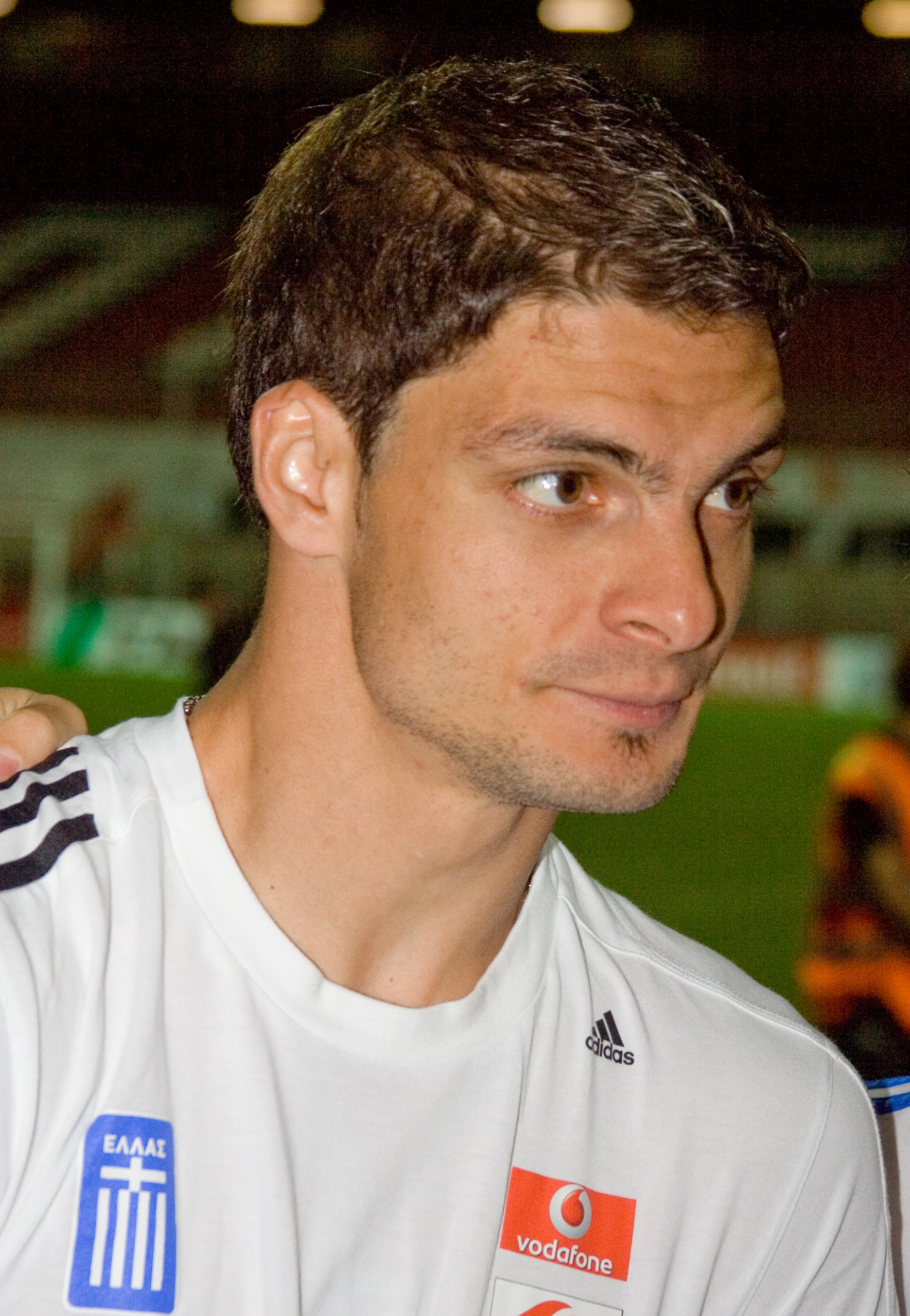
Angelos Charisteas (* 1980)

- Charit, Michail Davidowitsch (* 1955), sowjetischer und russischer Wissenschaftler, Architekt und Schriftsteller
- Charitaios, griechischer Töpfer
- Charitas, Geliebte und Muse des deutschen Komponisten Robert Schumann
- Charitidi, Alexei Feofilaktowitsch (* 1957), russischer Animator
- Charitius, Andreas (1690–1741), deutscher lutherischer Theologe
- Chariton der Bekenner, Asket, Einsiedler und Heiliger
- Chariton Eugeneiotes († 1178), Patriarch von Konstantinopel (1177–1178)
- Chariton von Aphrodisias, Verfasser eines griechischen Romans
- Chariton, Juli Borissowitsch (1904–1996), sowjetischer Physiker
- Charitonin, Wiktor Wladimirowitsch (* 1972), russischer Milliardär
- Charitonow, Alexander Jewgenjewitsch (* 1976), russischer Eishockeyspieler
- Charitonow, Fjodor Michailowitsch (1899–1943), sowjetischer Generalleutnant
- Charitonow, Jewgeni Wladimirowitsch (1946–1981), russischer Schriftsteller, Theaterregisseur und Schauspieler
- Charitonow, Leonid Michailowitsch (1933–2017), sowjetisch-russischer Bassbariton und Solist des Alexandrow-Ensembles
- Charitonow, Leonid Wladimirowitsch (1930–1987), sowjetischer Theater- und Filmschauspieler
- Charitonow, Moissei Markowitsch (1887–1948), sowjetischer Politiker
- Charitonow, Nikolai Michailowitsch (* 1948), russischer Politiker (Kommunistische Partei der Russischen Föderation), Abgeordneter der StaatsdumaNikolai Michailowitsch Charitonow (* 1948)

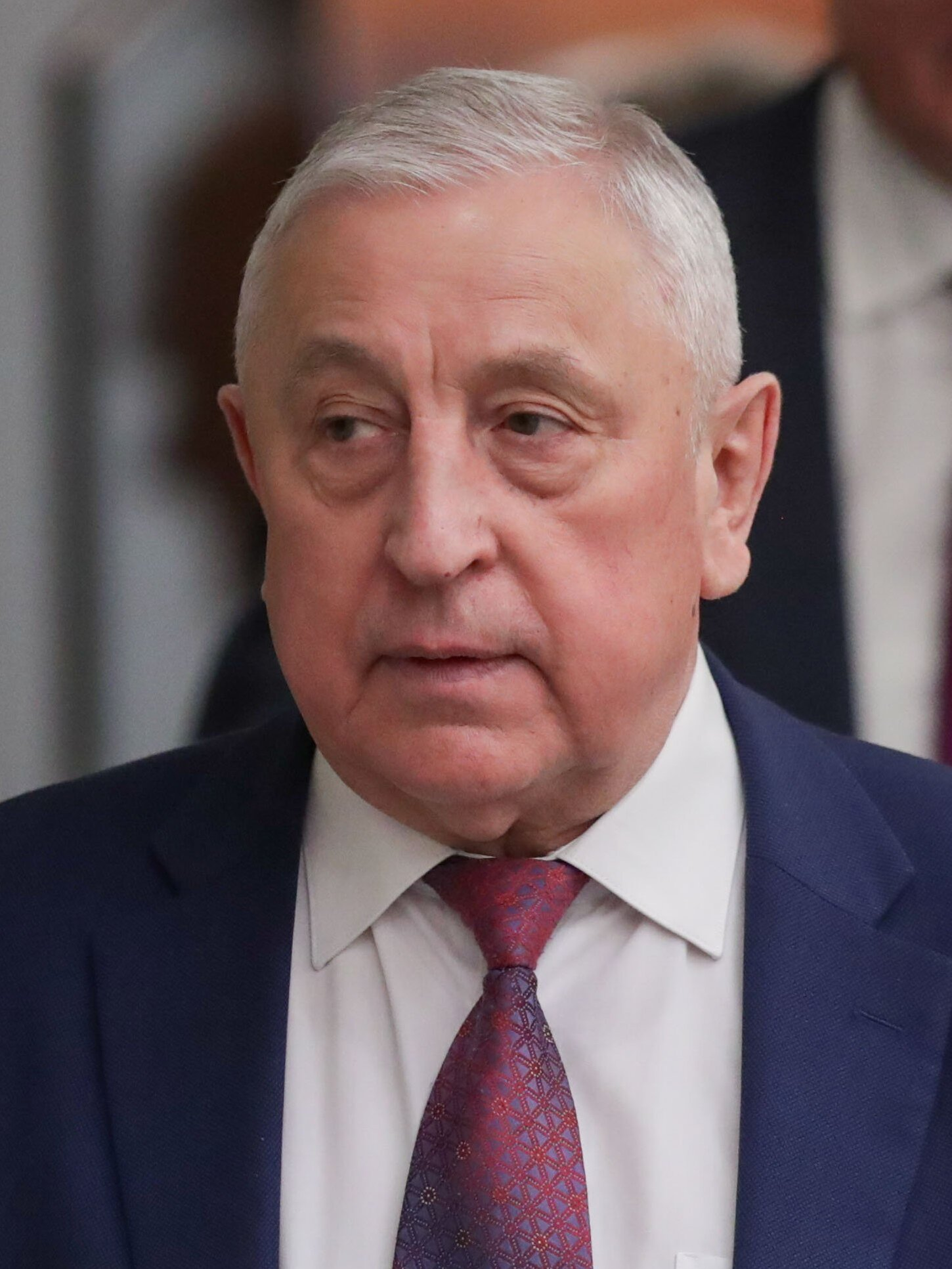
Nikolai Michailowitsch Charitonow (* 1948)

- Charitonow, Pawel Sergejewitsch (* 1989), russischer Snowboarder
- Charitonow, Wladimir Gawrilowitsch (1920–1981), sowjetischer Dichter und Liedermacher
- Charitonowa, Anastassija Walerjewna (* 2000), russische Tennisspielerin
- Charitonowa, Olga Wladimirowna (* 1990), russische Sprinterin
- Charizani, Daphne (* 1967), griechische Regisseurin, Drehbuchautorin und Produzentin

### Chark
- Chark, D. J. (* 1996), US-amerikanischer American-Football-Spieler
- Charkewitsch, Alexander Alexandrowitsch (1904–1965), russischer Wissenschaftler
- Charkhi, Ghulam Nabi (1890–1932), afghanischer Diplomat
- Charkhi, Ghulam Siddiq (1894–1962), afghanischer Diplomat und Politiker
- Charki, Farchad (* 1991), kasachischer Gewichtheber
- Charkiwska, Julija (* 1976), ukrainische Skirennläuferin
- Charkow, Sergei Wladimirowitsch (* 1970), russischer Turner

### Charl

#### Charla
- Charlaix, Élisabeth (* 1958), französische Physikerin
- Charlamow, Matwei Jakowlewitsch (1870–1930), russisch-sowjetischer Bildhauer
- Charlamow, Nikolai Michailowitsch (1905–1983), sowjetisch-russischer Admiral
- Charlamow, Nikolai Nikolajewitsch (1863–1935), russisch-sowjetischer Ikonenmaler
- Charlamow, Waleri Borissowitsch (1948–1981), sowjetischer Eishockeynationalspieler
- Charlamowa, Ljubow Anatoljewna (* 1981), russische Hindernisläuferin
- Charlamowa, Marina (* 1962), sowjetische Sprinterin
- Charlan, Olha (* 1990), ukrainische Säbelfechterin und OlympiasiegerinOlha Charlan (* 1990)

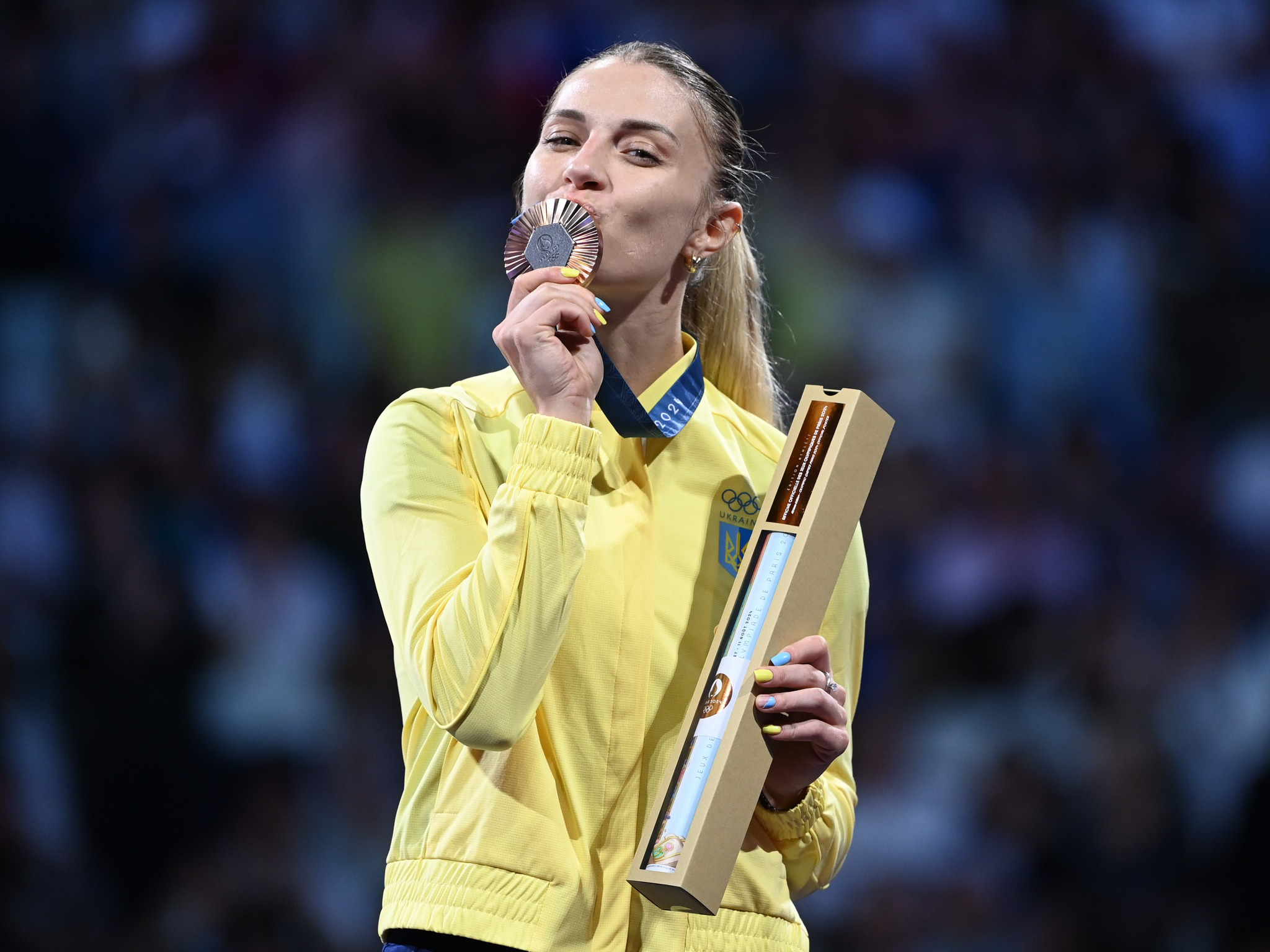
Olha Charlan (* 1990)

- Charland, Jacques (1930–2013), kanadischer Skispringer und Skisprungtrainer
- Charland, Pierre (* 1962), kanadischer römisch-katholischer Ordensgeistlicher, Bischof von Baie-Comeau
- Charlap, Bill (* 1966), US-amerikanischer Jazzpianist
- Charlap, Emile (1918–2015), US-amerikanischer Musiker (Trompete, Arrangement), Kopist und Kontraktor
- Charlaque, Charlotte (1892–1963), deutsch-amerikanische Schauspielerin

#### Charle
- Charle, Christophe (* 1951), französischer Historiker
- Charlé, Gustav (* 1871), österreichischer Schauspieler, Sänger (Tenor), Komiker und Theaterleiter
- Charlebois, Ovid (1862–1933), kanadischer Ordensgeistlicher, römisch-katholischer Bischof und Apostolischer Vikar von Keewatin
- Charlebois, Robert (* 1944), kanadischer Autor, Komponist, Musiker und SchauspielerRobert Charlebois (* 1944)

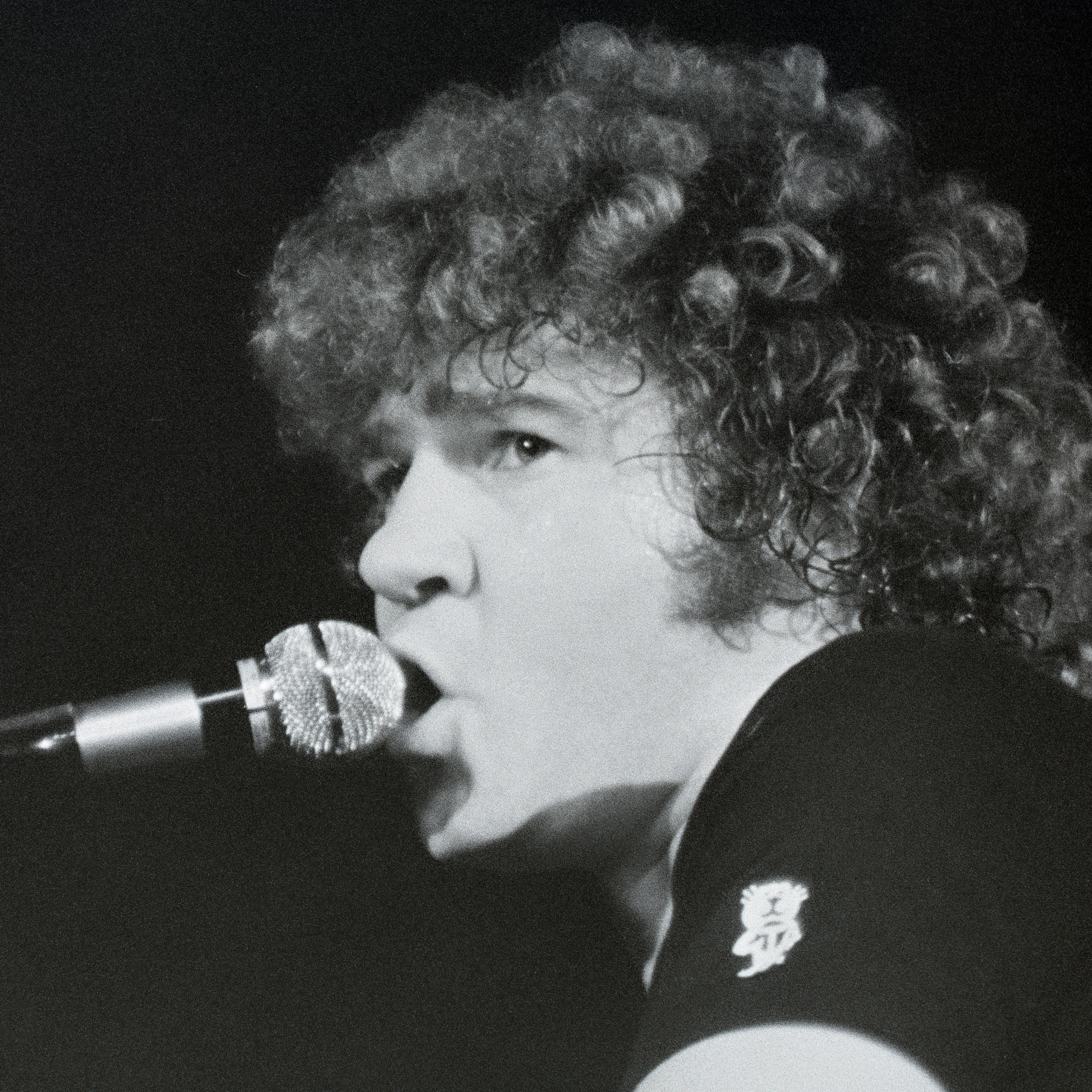
Robert Charlebois (* 1944)

- Charlee (* 1993), österreichische Popsängerin
- Charlemagne, Adolf Iossifowitsch (1826–1901), russischer Maler
- Charlemagne, Diane (1964–2015), britische Sängerin
- Charlemagne, Iossif Iossifowitsch (1824–1870), russischer Architekt, Zeichner und Aquarellist
- Charlemagne, Iossif Iwanowitsch (1782–1861), russischer Architekt des Klassizismus
- Charlemagne, Lidija Iwanowna (1915–1963), russisch-sowjetische Malerin
- Charlemagne, Ludwig Iwanowitsch (1784–1845), russischer Architekt des Empire
- Charlemagne, Manno (1948–2017), haitianischer Gitarrist, Songwriter und Politiker
- Charlemagne-Baudet, Jean Baptiste (1734–1789), französisch-russischer Bildhauer
- Charlemaine (* 1967), US-amerikanische Sängerin
- Charlemont, Eduard (1848–1906), österreichischer Maler
- Charlemont, Hugo (1850–1939), österreichischer Maler
- Charlemont, Joseph (1839–1918), französischer Kampfsportlehrer
- Charlemont, Lilly (1890–1981), österreichische Malerin
- Charlemont, Theodor (1859–1938), österreichischer Bildhauer
- Charlene (* 1950), US-amerikanische Popsängerin
- Charlène von Monaco (* 1978), südafrikanische Schwimmerin, durch Heirat Fürstin von MonacoCharlène von Monaco (* 1978)

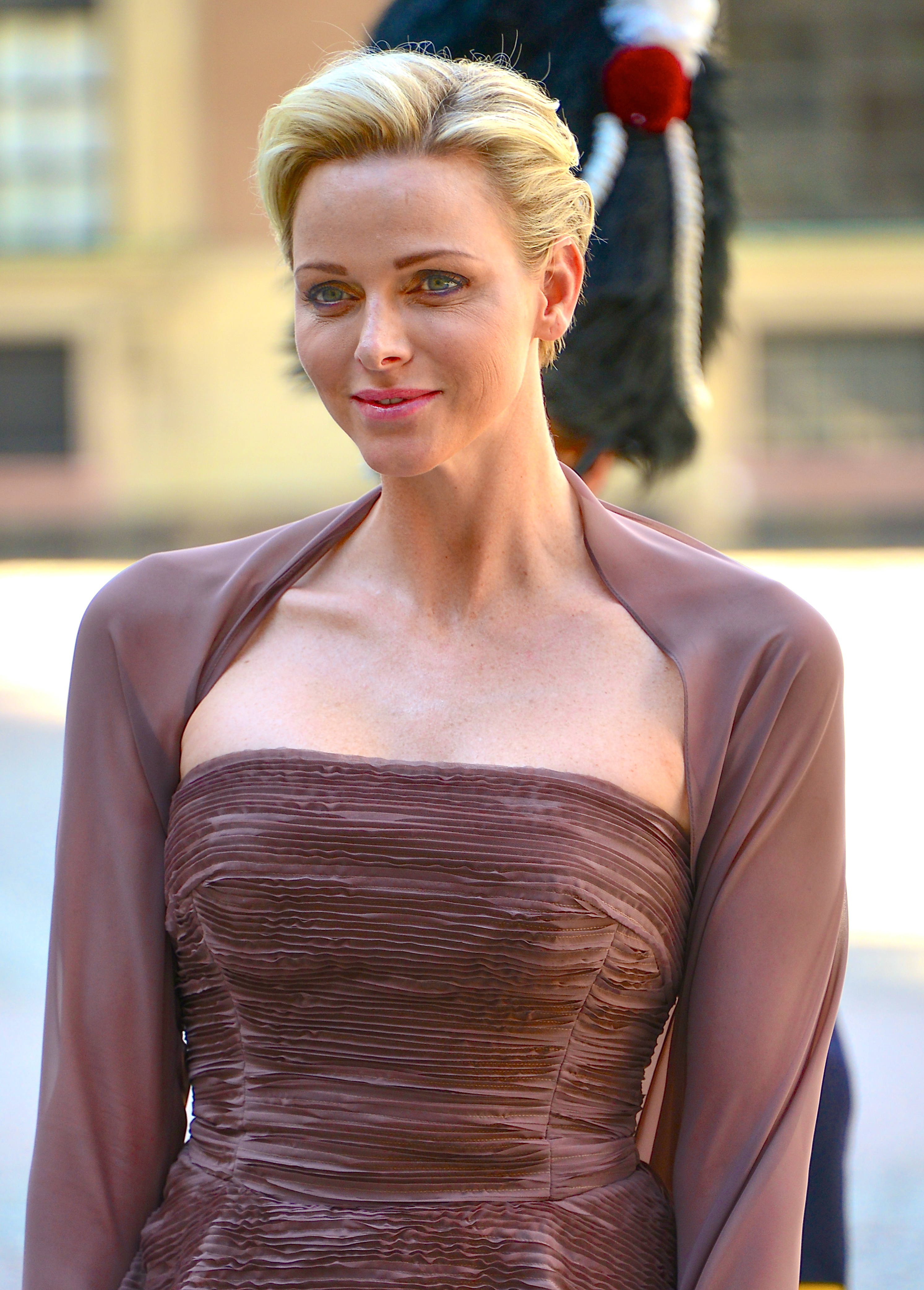
Charlène von Monaco (* 1978)

- Charles Alan Fraser (1915–1994), südafrikanischer Militär und Diplomat
- Charles d’Artois († 1472), Graf von Eu
- Charles de Bourbon, duc de Vendôme (1489–1537), Herzog von Vendôme
- Charles de Clèves († 1521), Graf von Nevers und Eu
- Charles de la Cerda (1326–1354), französischer Graf
- Charles de Valois, comte d’Angoulême (1459–1496), Graf von Angoulême
- Charles de Valois, duc de Berry (1446–1472), Herzog von Berry, Normandie, Champagne und Guyenne
- Charles de Valois, duc d’Orléans (1394–1465), französischer Dichter
- Charles de Valois-Angoulême, duc d’Orléans (1522–1545), französischer Prinz, Sohn Königs Franz I.
- Charles Herbert (1948–2015), US-amerikanischer Schauspieler
- Charles I. († 1357), genuesisch-französischer Seigneur, Herrscher von Monaco (1331–1357)
- Charles I. (1523–1590), französischer römisch-katholischer Geistlicher; Kardinal; Erzbischof von Rouen (1550–1590)
- Charles I. de Blanchefort, marquis de Créquy (1578–1638), französischer Heerführer; Marschall von Frankreich
- Charles I. de Bourbon (1401–1456), Herzog von Bourbon; Herzog von Auvergne; Graf von Clermont-en-Beauvaisis
- Charles I. de Lorraine, duc d’Elbeuf (1556–1605), französischer Adliger und Militär
- Charles II. (1555–1589), Herr von Monaco
- Charles II. (1562–1594), Erzbischof von Rouen, Kardinal
- Charles II. de Luxembourg-Ligny († 1608), Graf von Brienne und Ligny, Pair von Frankreich
- Charles III. (1554–1610), französischer Kleriker
- Charles III. (1818–1889), Fürst von Monaco
- Charles III. (* 1948), König des Vereinigten Königreichs von Großbritannien und Nordirland und 14 weiterer Commonwealth RealmsCharles III. (* 1948)

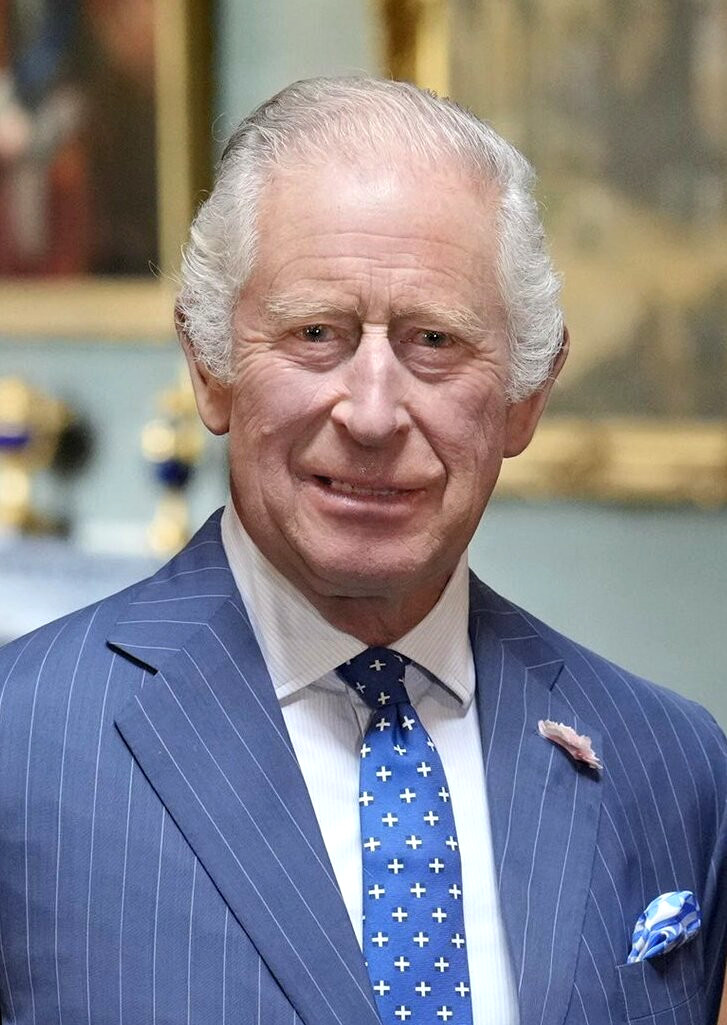
Charles III. (* 1948)

- Charles Marie Bretagne de La Trémoille (1764–1839), französischer Adliger, Emigrant und Generalleutnant
- Charles Napoléon (* 1950), französischer Politiker und Oberhaupt der Familie Bonaparte
- Charles von Luxemburg (* 2020), erstes Kind des luxemburgischen Erbgroßherzogs Guillaume und der Erbgroßherzogin Stéphanie
- Charles, Afia (* 1992), antiguanische Leichtathletin
- Charles, Agusti (* 1960), spanischer Komponist
- Charles, Alyson (* 1998), kanadische Shorttrackerin
- Charles, Annette (1948–2011), US-amerikanische Schauspielerin
- Charles, Arturo, bonairischer Fußballtrainer
- Charles, Bob (* 1936), neuseeländischer Golfer
- Charles, Bobby (1938–2010), US-amerikanischer Sänger und Komponist
- Charles, Charlie (* 1994), italienischer Musikproduzent
- Charles, Christanna (* 2009), grenadische Leichtathletin
- Charles, Cyril Errol (* 1941), Politiker aus St. Lucia
- Charles, Daniel (1935–2008), französischer Philosoph und Musikwissenschaftler
- Charles, Darrem (* 1968), trinidadischer Bodybuilder
- Charles, Darron (* 1977), Badmintonspieler aus Trinidad und Tobago
- Charles, David Atiba (* 1977), Fußballspieler aus Trinidad und Tobago
- Charles, David Owain Maurice, britischer Philosoph und Philosophiehistoriker
- Charles, Deborah, vincentische Politikerin
- Charles, Dennis (1933–1998), US-amerikanischer Jazz-Schlagzeuger
- Charles, Dorian (* 2005), Leichtathlet aus Trinidad und Tobago
- Charles, Etienne (* 1983), trinidadischer Jazzmusiker
- Charles, Ezzard (1921–1975), US-amerikanischer Boxer
- Charles, Gaius (* 1983), US-amerikanischer SchauspielerGaius Charles (* 1983)

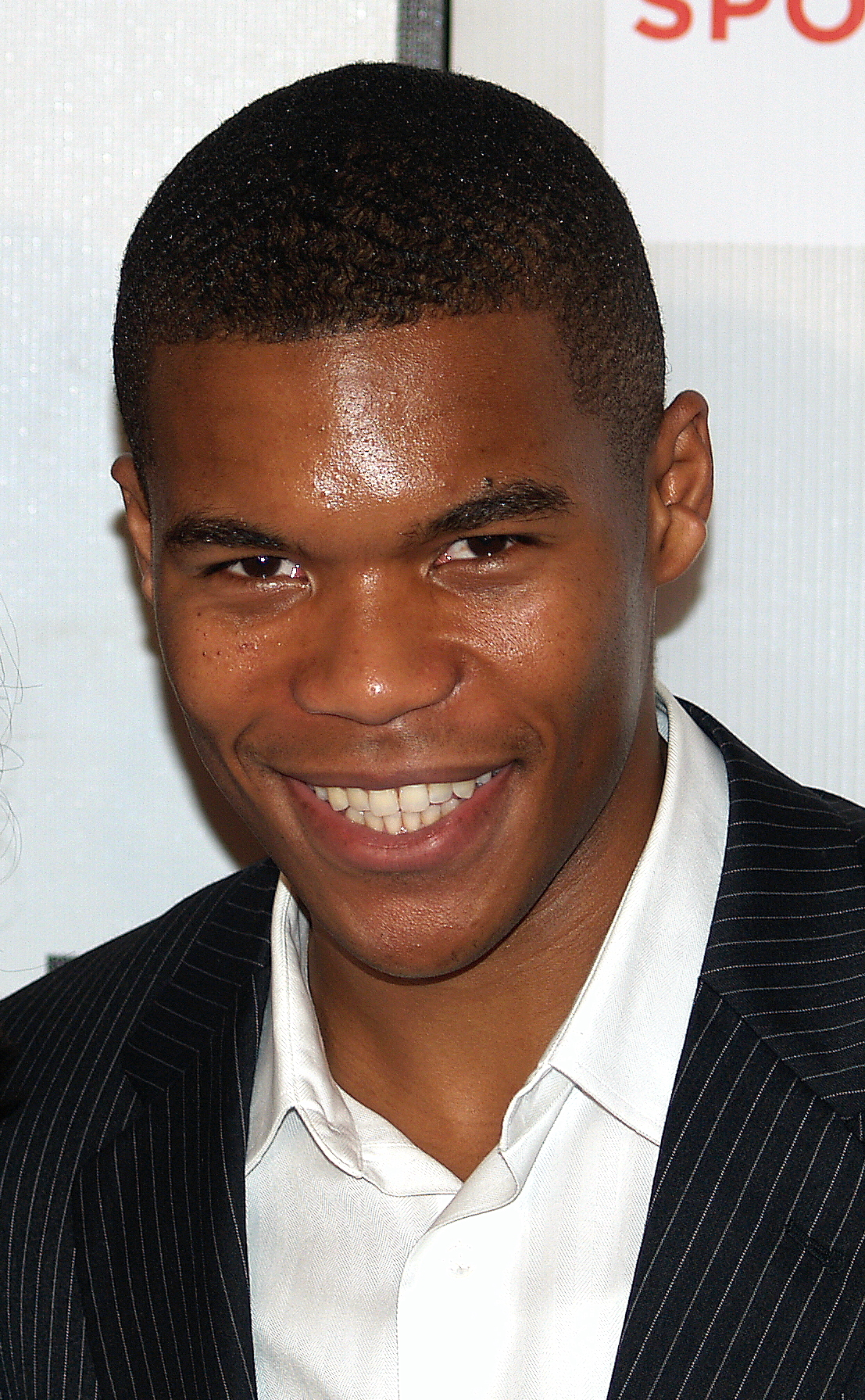
Gaius Charles (* 1983)

- Charles, Gareth (* 1997), deutscher Schauspieler und Hörspielsprecher
- Charles, Gary (* 1970), englischer Fußballspieler
- Charles, George (1916–2004), lucianischer Chief Minister, Oppositionsführer und Gewerkschaftsfunktionär
- Charles, George H., vincentischer Politiker
- Charles, Helene (* 1986), französische Biathletin
- Charles, Howard (* 1983), britischer Schauspieler
- Charles, Hubert (1793–1882), Schweizer Politiker
- Charles, Jacques Alexandre César (1746–1823), französischer Physiker
- Charles, Jamaal (* 1986), US-amerikanischer American-Football-Spieler
- Charles, James Anthony, britischer Bauingenieur für Geotechnik
- Charles, Jeannette (1927–2024), britisches Double von Königin Elisabeth II
- Charles, Jimmy (* 1942), US-amerikanischer Popmusik-Sänger
- Charles, Joevana (1955–2021), Politikerin in den Seychellen
- Charles, John (1931–2004), walisischer Fußballspieler und -trainer
- Charles, John (1940–2024), neuseeländischer Komponist
- Charles, Johnson (* 1989), Cricketspieler der West Indies
- Charles, Joseph (1868–1950), US-amerikanischer Tennisspieler
- Charles, Joseph D. (1907–1966), haitianischer Jurist und Diplomat
- Charles, Josh (* 1971), US-amerikanischer SchauspielerJosh Charles (* 1971)

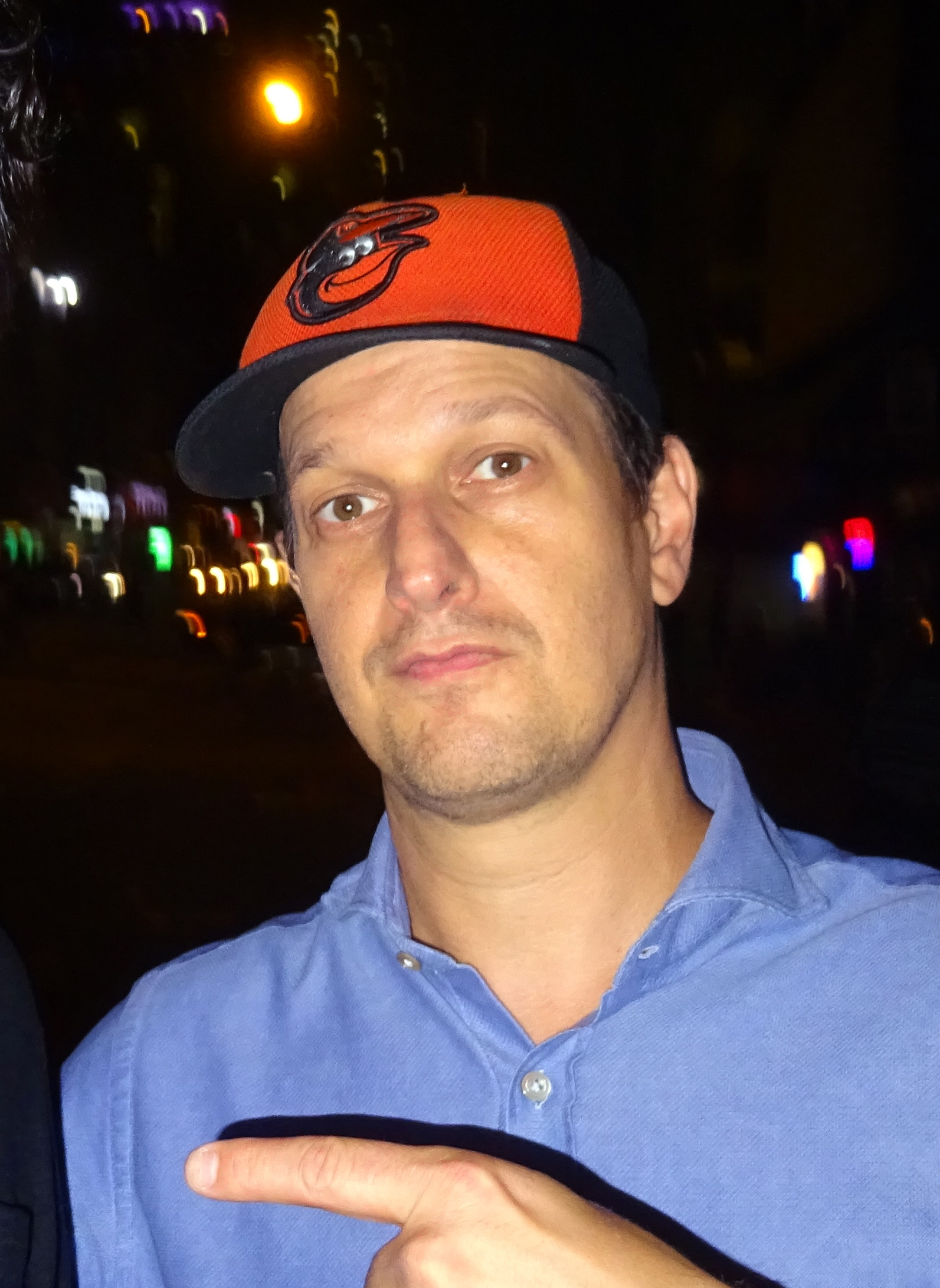
Josh Charles (* 1971)

- Charles, King, englischer Singer-Songwriter
- Charles, Larry (* 1956), US-amerikanischer Film- und Fernseh-Autor, -Regisseur und -Produzent
- Charles, Lesley (* 1952), britische Tennisspielerin
- Charles, Lorenzo (1963–2011), US-amerikanischer Basketballspieler
- Charles, Mary Eugenia (1919–2005), dominicanische Politikerin, Premierministerin von Dominica und erste weibliche Staatschefin der Karibikregion
- Charles, Max (* 2003), US-amerikanischer Schauspieler
- Charles, Mel (1935–2016), walisischer Fußballspieler
- Charles, Melanie (* 1988), US-amerikanische Jazzmusikerin (Gesang, Flöte, Komposition) und Songwriterin
- Charles, Niamh (* 1999), englische Fußballspielerin
- Charles, Nick (1946–2011), US-amerikanischer Journalist
- Charles, Noel (1891–1975), britischer Diplomat
- Charles, Obi Ikechukwu (* 1985), nigerianischer Fußballspieler
- Charles, Otis (1926–2013), US-amerikanischer anglikanischer Bischof
- Charles, Pearnel (* 1936), jamaikanischer Politiker (JLP)
- Charles, Peter (* 1960), britischer Springreiter
- Charles, Pierre (1903–1966), belgischer Boxer
- Charles, Pierre (1954–2004), dominicanischer Politiker
- Charles, Ray (1930–2004), US-amerikanischer Sänger, Songwriter und PianistRay Charles (1930–2004)

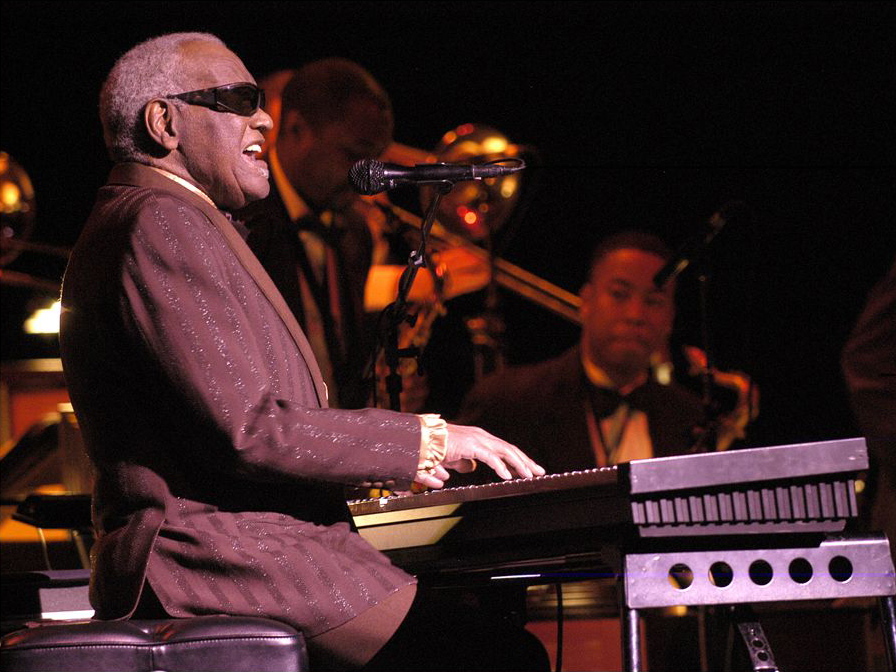
Ray Charles (1930–2004)

- Charles, Robert Henry (1855–1931), englischer Theologe und Bibelwissenschaftler
- Charles, Robert Lonsdale (1916–1977), britischer Soldat, Literaturwissenschaftler, Kunsthistoriker, Museumskurator
- Charles, Rudolph (1938–1985), trinidadischer Steel Pan-Musiker und Instrumentenbauer
- Charles, Ruperta (* 1962), antiguanische Leichtathletin
- Charles, Sarah Elizabeth (* 1989), amerikanische Jazzsängerin und Songwriterin
- Charles, Steadroy (* 1981), Fußballspieler von St. Kitts und Nevis
- Charles, Stefan (* 1967), Schweizer Kulturmanager
- Charles, Stephan (* 1997), lucianischer Sprinter
- Charles, Sydney Anicetus (1926–2018), grenadischer Geistlicher, römisch-katholischer Bischof von Saint George’s in Grenada
- Charles, Teddy (1928–2012), US-amerikanischer Jazzmusiker
- Charles, Tina (* 1954), britische Pop- und Disco-Sängerin
- Charles, Tina (* 1988), US-amerikanische Basketballspielerin
- Charles, Toby (* 1940), britischer Sportmoderator im Hörfunk
- Charles, Walter (1945–2023), US-amerikanischer Schauspieler und Sänger
- Charles, William B. (1861–1950), US-amerikanischer Politiker
- Charles, Wilson (1908–2006), US-amerikanischer Zehnkämpfer
- Charles, Xavier (* 1979), französischer Improvisationsmusiker
- Charles-Barclay, Lucy (* 1993), britische TriathletinLucy Charles-Barclay (* 1993)

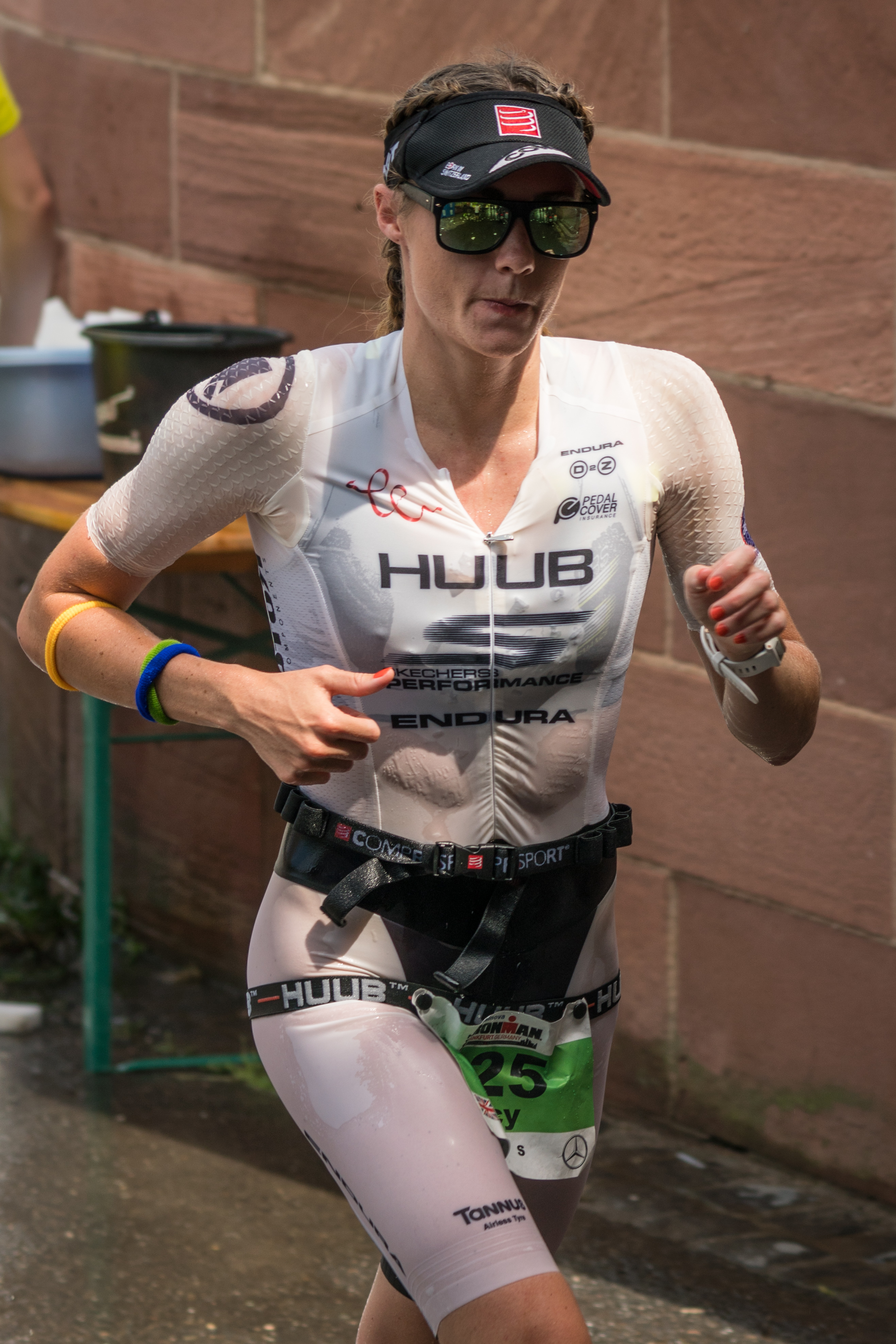
Lucy Charles-Barclay (* 1993)

- Charles-Cook, Regan (* 1997), englischer Fußballspieler
- Charles-Emmanuel de Savoie-Nemours (1567–1595), französischer Adliger, Gouverneur von Paris und Lyonnais
- Charles-Hirsch, Caroline (1848–1931), österreichische Theaterschauspielerin, Opernsängerin (Sopran) und Gesangspädagogin
- Charles-Kirton, Sabina (* 1978), barbadische Fußballschiedsrichterin
- Charles-Picard, Gilbert (1913–1998), französischer Klassischer Archäologe
- Charles-René (1863–1935), französischer Komponist und Musikpädagoge
- Charles-Roux, Edmonde (1920–2016), französische Schriftstellerin, Journalistin und Widerstandskämpferin
- Charles-Roux, François (1879–1961), französischer Botschafter, Manager, Historiker
- Charles-Roux, Jules (1841–1918), französischer Unternehmer und Politiker, Mitglied der Nationalversammlung
- Charles-Roux, Jules Henri François (1909–1999), französischer Diplomat
- Charleson, Ian (1949–1990), schottischer Film- und Theaterschauspieler
- Charleson, Leslie (1945–2025), US-amerikanische SchauspielerinLeslie Charleson (1945–2025)

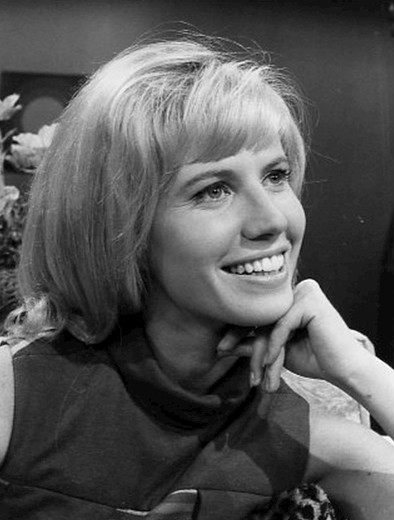
Leslie Charleson (1945–2025)

- Charleson, Ray, britisch-US-amerikanischer Schauspieler und Synchronsprecher
- Charleston, Cravont (* 1998), US-amerikanischer Sprinter
- Charleston, Rondi, amerikanische Jazzsängerin und Songwriterin, zuvor Fernsehjournalistin
- Charlesworth, Brian (* 1945), britischer Evolutionsbiologe
- Charlesworth, Clifford E. (1931–1991), US-amerikanischer NASA-Flugdirektor während der Gemini- und Apollo-Programme
- Charlesworth, Hilary (* 1955), australische Rechtswissenschaftlerin, Hochschullehrerin und Richterin am Internationalen Strafgerichtshof
- Charlesworth, James H. (* 1940), US-amerikanischer Theologe und Hochschullehrer
- Charlesworth, Luke (* 1992), neuseeländischer Badmintonspieler
- Charlesworth, Ric (* 1952), australischer Hockeyspieler und -trainer
- Charlet, André (1898–1954), französischer Eishockeyspieler
- Charlet, Anja (* 1967), deutsche Nachrichtensprecherin und Journalistin
- Charlet, Emil (1878–1962), deutscher Journalist, Verlagslektor und literarischer Übersetzer
- Charlet, Frantz (1862–1928), belgischer Maler, Radierer und Lithograf
- Charlet, Mandy (* 1986), luxemburgische Fußballspielerin und Leichtathletin
- Charlet, Nicolas-Toussaint (1792–1845), französischer Maler und Zeichner
- Charlet, Otto (1885–1958), deutscher Ruderer
- Charlet, Pierre Louis Omer (1809–1882), französischer Genre-, Allegorien-, Kirchen- und Historienmaler
- Charlet, Régis (1920–1998), französischer Skispringer
- Charleton, Peter (* 1956), irischer Jurist
- Charlette, Pamela, seychellische Politikerin
- Charleval, Joseph-François de Cadenet de (1710–1759), französischer Bischof
- Charlevoix, Pierre François Xavier de (1682–1761), französischer Jesuit, Reisender und Historiker
- Charley, Dele (1948–1993), sierra-leonischer Autor

#### Charli
- Charli xcx (* 1992), britische Pop-SängerinCharli xcx (* 1992)

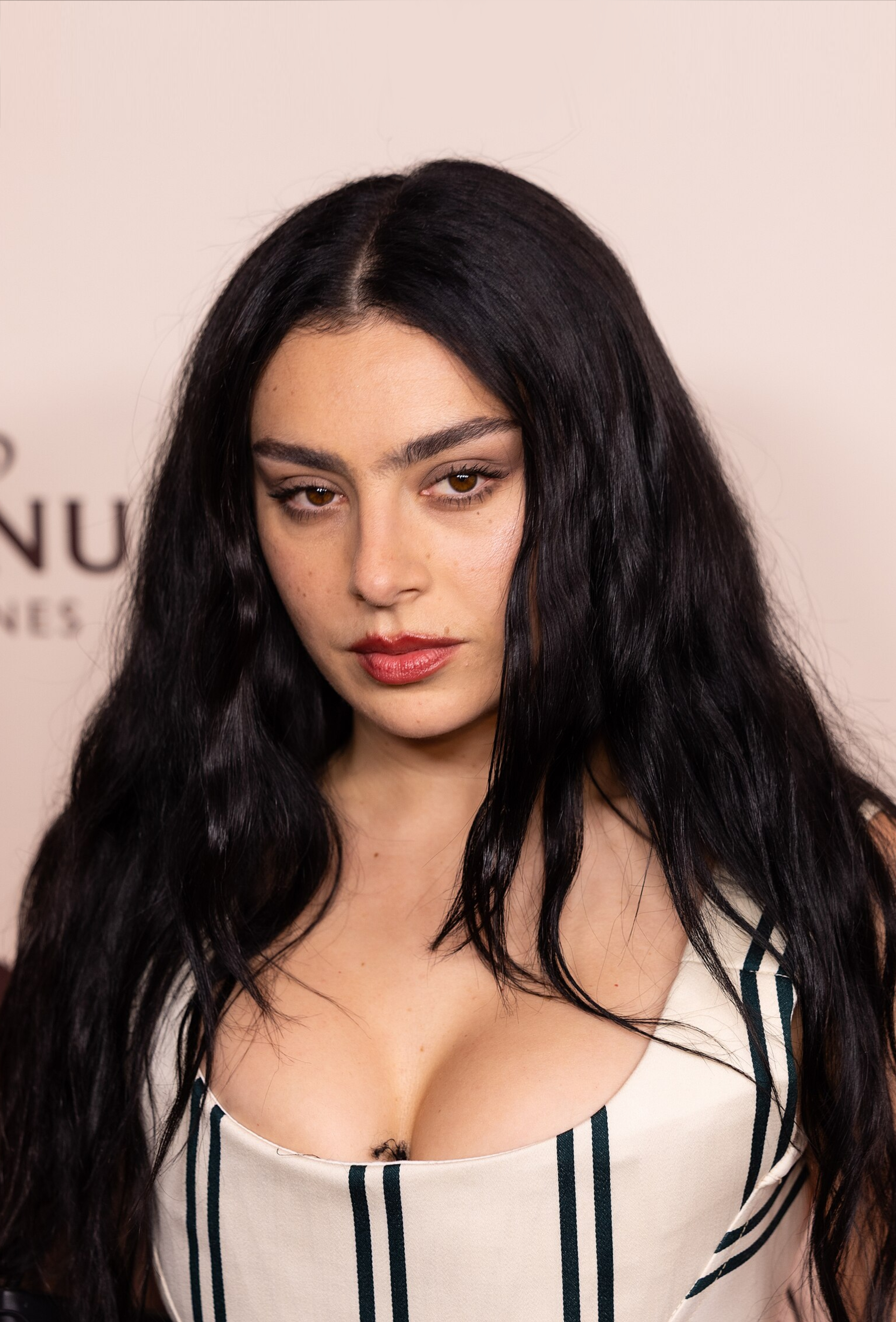
Charli xcx (* 1992)

- Charlie (* 1947), ungarischer Rock- und Soulsänger
- Charlie Zaa (* 1974), kolumbianischer Sänger
- Charlien, österreichische Schlagersängerin, Entertainerin
- Charlier, Adélaïde (* 2000), belgische Klimaaktivistin
- Charlier, Adolphe (1907–1967), belgischer Radrennfahrer
- Charlier, André (* 1962), belgischer Jazzmusiker
- Charlier, Anna (1871–1949), schwedische Konzertpianistin
- Charlier, Carl (1862–1934), schwedischer Astronom
- Charlier, Cédric (* 1987), belgischer Hockeyspieler
- Charlier, Erich (1924–2015), deutscher Pädagoge und Glasmaler
- Charlier, Freddy (1890–1929), belgischer Eishockeyspieler und Automobilrennfahrer
- Charlier, Gustave (1885–1959), belgischer Romanist und Literaturwissenschaftler
- Charlier, Guy (* 1954), französischer Bildhauer, Zeichner und Glaskünstler
- Charlier, Jacqueline (* 1973), deutsche politische Beamtin
- Charlier, Jean-Michel (1924–1989), belgischer Comic-Zeichner
- Charlier, Joseph (1816–1896), belgischer Jurist, Schriftsteller, Buchhalter und Kaufmann
- Charlier, Nicolas (* 1989), französischer Jazzmusiker (Schlagzeug)
- Charlier, Olivier (* 1961), französischer Geiger
- Charlier, Sébastien (* 1971), französischer Jazz- und Unterhaltungsmusiker (Mundharmonika)
- Charlier, Till (* 1982), deutsch-französischer Illustrator und Zeichner

#### Charlo
- Charlo († 1990), argentinischer Tangosänger, Pianist, Komponist und Schauspieler
- Charlo, Jermall (* 1990), US-amerikanischer Boxer, ungeschlagener Weltmeister der IBF
- Charlo, Jermell (* 1990), US-amerikanischer Boxer
- Charlois, Auguste (1864–1910), französischer Astronom
- Charlone Rodríguez, César (1896–1973), uruguayischer Politiker
- Charlone, César (* 1958), uruguayischer Kameramann
- Charlos, Natalia (* 1993), polnische Schwimmerin
- Charlot, französischer Ruderer
- Charlot, Jean (1898–1979), französisch-mexikanischer Maler und Grafiker
- Charlot, Joseph (1827–1871), französischer Komponist
- Charlotte (1444–1487), Königin von Zypern (1458–1463)
- Charlotte (1896–1985), luxemburgische Großherzogin, Herzogin von Nassau (1919–1964)
- Charlotte Aglaé d’Orléans (1700–1761), Prinzessin von Frankreich und durch ihre Ehe Herzogin von Modena
- Charlotte Amalie von Dänemark (1706–1782), Prinzessin von Dänemark und Norwegen
- Charlotte Amalie von Hessen-Kassel (1650–1714), Prinzessin von Hessen-Kassel, durch Heirat Königin von Dänemark
- Charlotte Amalie von Hessen-Wanfried (1679–1722), Fürstin von Siebenbürgen
- Charlotte Augusta von Wales (1796–1817), Kronprinzessin von GroßbritannienCharlotte Augusta von Wales (1796–1817)

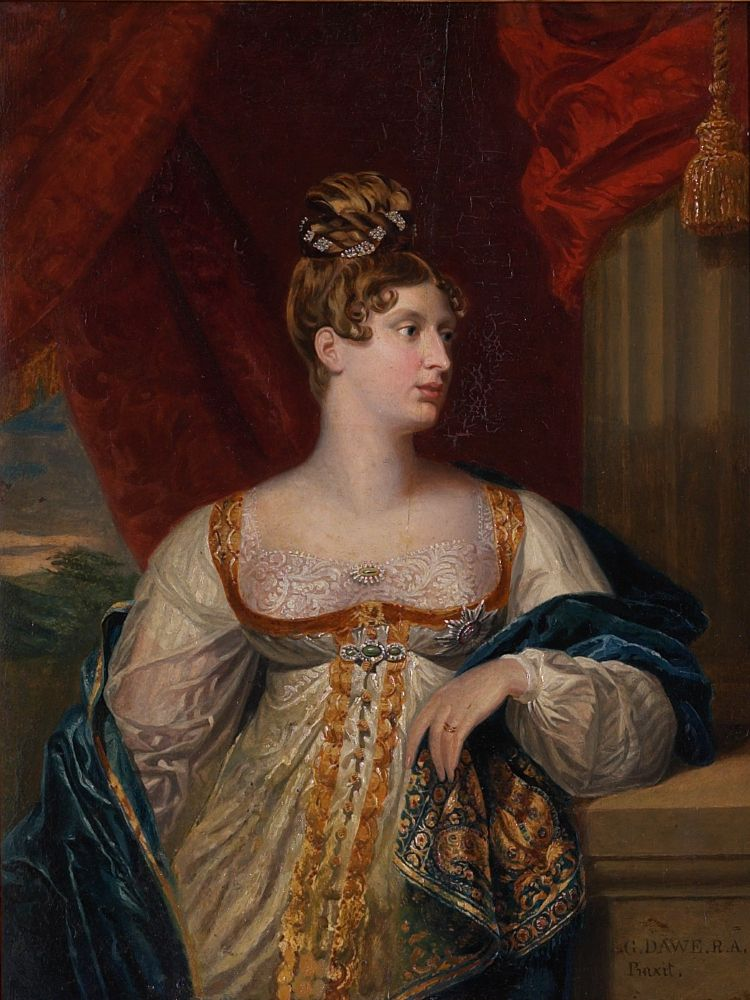
Charlotte Augusta von Wales (1796–1817)

- Charlotte Auguste von Großbritannien, Irland und Hannover (1766–1828), Königin von Württemberg
- Charlotte Brabantina von Oranien-Nassau (1580–1631), Prinzessin von Oranien-Nassau, durch Heirat Herzogin von La Trémoille und Thouars
- Charlotte Christine von Braunschweig-Wolfenbüttel (1694–1715), Mutter des russischen Zaren Peter II.
- Charlotte Felicitas von Braunschweig-Lüneburg (1671–1710), deutsche Adelige
- Charlotte Flandrina von Oranien-Nassau (1579–1640), Äbtissin von Sainte-Croix
- Charlotte Friederike (1784–1840), Herzogin zu Mecklenburg; Kronprinzessin von Dänemark
- Charlotte Joachime von Spanien (1775–1830), Prinzessin von Spanien und Königin von Portugal
- Charlotte Johanna von Waldeck-Wildungen (1664–1699), deutsche Adlige
- Charlotte Marie von Sachsen-Jena (1669–1703), Herzogin von Sachsen-Weimar
- Charlotte of Wales (* 2015), britische AdligeCharlotte of Wales (* 2015)

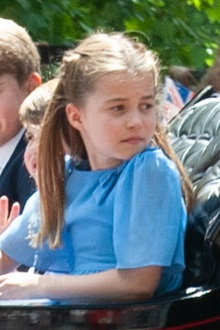
Charlotte of Wales (* 2015)

- Charlotte Sophie von Sachsen-Coburg-Saalfeld (1731–1810), Herzogin und Erbprinzessin zu Mecklenburg [-Schwerin]
- Charlotte von Belgien (1840–1927), Kaiserin von Mexiko
- Charlotte von Bourbon-Parma (1777–1813), Tochter Maria Amalia von Österreichs und Ferdinands von Bourbon-Parma
- Charlotte von Frankreich (1516–1524), Prinzessin von Frankreich
- Charlotte von Hessen-Darmstadt (1755–1785), durch Heirat Herzogin zu Mecklenburg-Strelitz
- Charlotte von Hessen-Eschwege (1653–1708), deutsche Adlige aus dem Haus Hessen
- Charlotte von Hessen-Homburg (1672–1738), Prinzessin von Hessen-Homburg, durch Heirat Herzogin von Sachsen-Weimar
- Charlotte von Hessen-Kassel (1627–1686), Gemahlin des Kurfürsten Karl Ludwig
- Charlotte von Liegnitz-Brieg-Wohlau (1652–1707), letzter weiblicher Nachkomme der Schlesischen Piasten, Herzogin von Liegnitz, Brieg und Wohlau sowie von Schleswig-Holstein-Sonderburg-Wiesenburg
- Charlotte von Mecklenburg-Strelitz (1769–1818), Herzogin von Sachsen-Hildburghausen
- Charlotte von Monaco (1898–1977), monegassische Adelige, Mutter von Fürst Rainier III von Monaco
- Charlotte von Preußen (1798–1860), durch Heirat russische KaiserinCharlotte von Preußen (1798–1860)

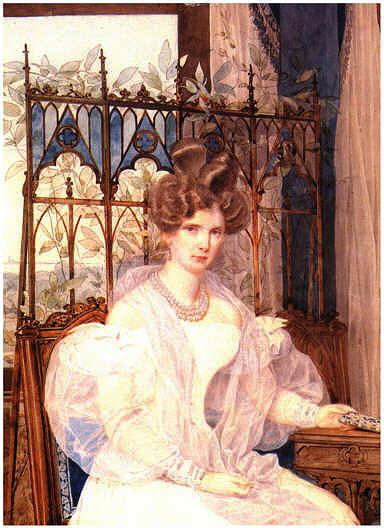
Charlotte von Preußen (1798–1860)

- Charlotte von Preußen (1831–1855), Herzogin von Sachsen-Meiningen
- Charlotte von Preußen (1860–1919), preußische Prinzessin und durch Heirat Herzogin von Sachsen-Meiningen
- Charlotte von Sachsen-Hildburghausen (1787–1847), Prinzessin von Sachsen-Hildburghausen, Prinzessin von Württemberg
- Charlotte von Sachsen-Meiningen (1751–1827), Prinzessin von Sachsen-Meiningen, durch Heirat Herzogin von Sachsen-Gotha-Altenburg
- Charlotte von Savoyen (1441–1483), Königin von Frankreich
- Charlotte von Württemberg (1807–1873), durch Heirat Großfürstin von Russland
- Charlotte Wilhelmine (1704–1766), Landgräfin von Hessen
- Charlotte Wilhelmine Amalie Alexandrina von Nassau-Hadamar (1703–1740), Prinzessin von Nassau-Hadamar, durch Heirat Gräfin von Merode
- Charlotte Wilhelmine von Sachsen-Saalfeld (1685–1767), deutsche Prinzessin, durch Heirat Gräfin von Hanau-Münzenberg
- Charlotte zu Schaumburg-Lippe (1864–1946), Prinzessin zu Schaumburg-Lippe, durch Heirat Königin von Württemberg
- Charlotte, Sophie (* 1989), deutsch-brasilianische Schauspielerin
- Charlotte-Marie de Lorraine (1627–1652), französische Adelige
- Charlow, Alexander (* 1958), sowjetischer Hürdenläufer
- Charlow, Andrei Wassiljewitsch (1968–2014), russischer Schachspieler und -trainer

#### Charls
- Charls, Rick (* 1950), US-amerikanischer Weltrekordler

#### Charlt
- Charlton, Alan (* 1948), britischer Maler
- Charlton, Andrew (1907–1975), australischer Schwimmer
- Charlton, Anthaya (* 2003), bahamaische Leichtathletin
- Charlton, Bobby (1937–2023), englischer FußballspielerBobby Charlton (1937–2023)

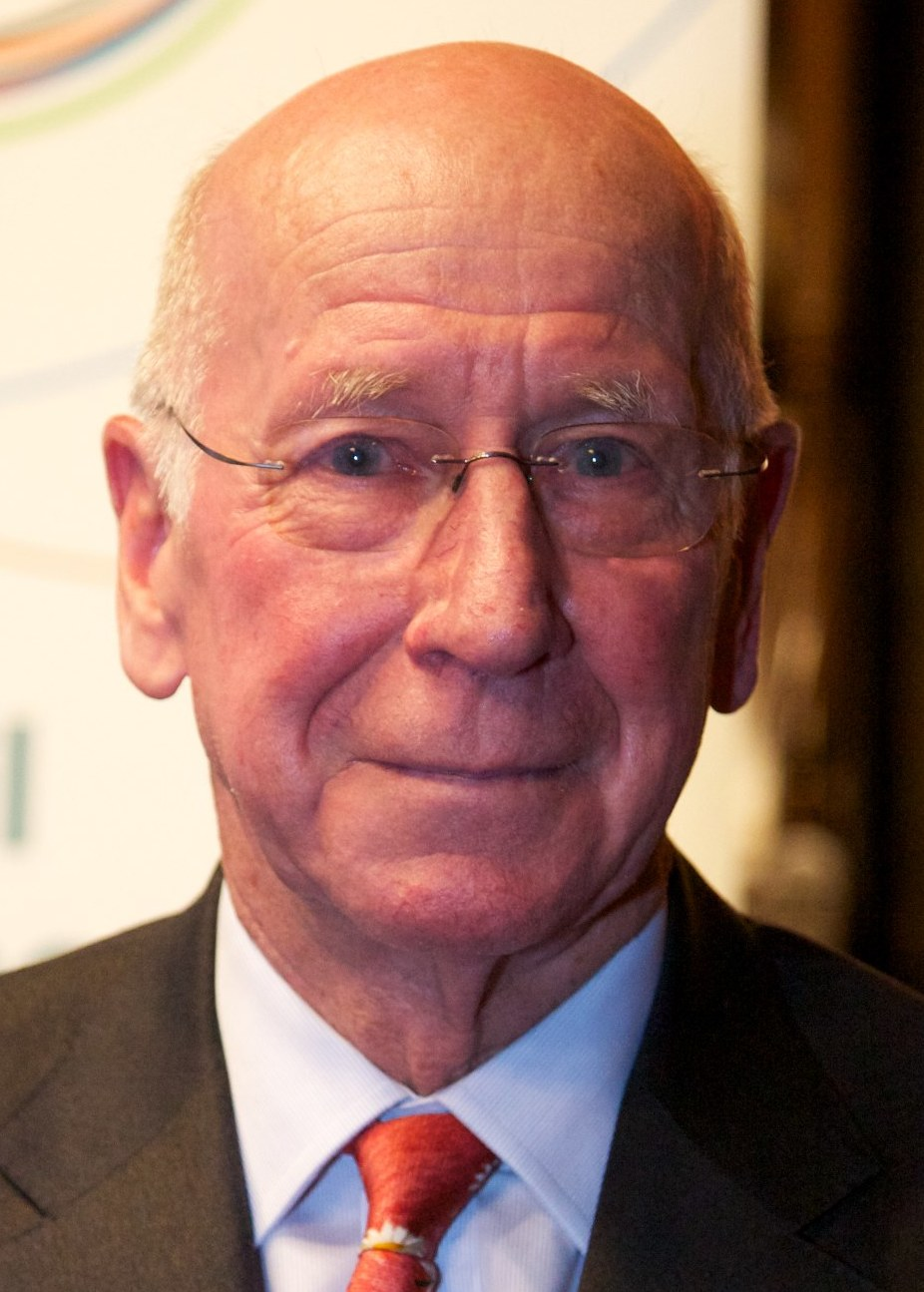
Bobby Charlton (1937–2023)

- Charlton, Dave (1936–2013), südafrikanischer Autorennfahrer
- Charlton, David (* 1962), bahamaischer Leichtathlet
- Charlton, Devynne (* 1995), bahamaische Hürdenläuferin
- Charlton, Eddie (1929–2004), australischer Snookerspieler
- Charlton, Eddie (* 1988), englischer Squashspieler
- Charlton, Jack (1935–2020), englischer Fußballspieler und -trainer
- Charlton, John, 1. Baron Charlton (1268–1353), englisch-walisischer Marcher Lord und Militär
- Charlton, Josh (* 2003), britischer Radsportler
- Charlton, Joshua (* 1999), australischer Tennisspieler
- Charlton, Manny (1941–2022), spanischer Musiker, Bandmitglied von NazarethManny Charlton (1941–2022)

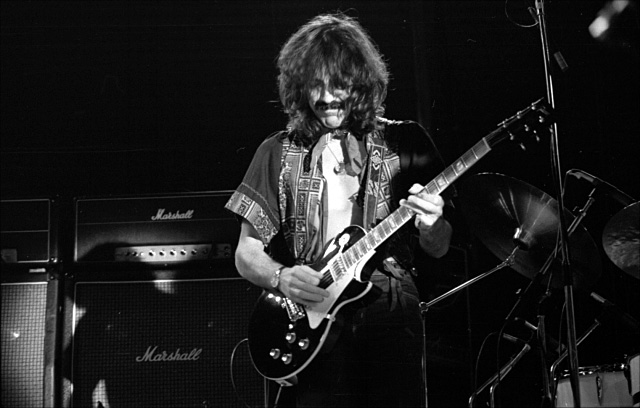
Manny Charlton (1941–2022)

- Charlton, Matthew (1866–1948), australischer Politiker
- Charlton, Robert M. (1807–1854), US-amerikanischer Politiker (Demokratischen Partei)
- Charlton, Simon (* 1971), englischer Fußballspieler
- Charlton, Thomas (* 1934), US-amerikanischer Ruderer
- Charlton, Thomas Malcolm (1923–1997), britischer Bauingenieur
- Charlton, Vilma (* 1946), jamaikanische Sprinterin

#### Charlw
- Charlwood, Donald Ernest (1915–2012), australischer Schriftsteller

#### Charly
- Charly 2000 († 2014), deutscher Rundfunkpionier, Fernsehtechniker, Radiomoderator, DJ und Diskothekenbetreiber

### Charm
- Charm, Nikki (* 1966), US-amerikanische ehemalige Pornodarstellerin
- Charmadas, antiker griechischer Maler
- Charmadas, antiker griechischer Philosoph
- Charman, Kate (* 1967), britische Fernsehmoderatorin, Schauspielerin, Model und Gartendesignerin
- Charman, Matt (* 1979), britischer Drehbuchautor, Dramaturg und Produzent
- Charman, Roy (1930–1990), britischer Tontechniker
- Charmandros, griechischer Mathematiker der Antike
- Charmant, Sébastien, US-amerikanischer Filmschauspieler, Model und Barkeeper
- Charmasson, Marie-Claude (* 1941), französische Automobilrennfahrerin
- Charmasson, Rémi (1961–2025), französischer Jazzmusiker (Gitarre)
- Charmatz, Boris (* 1973), französischer Tänzer und Choreograf
- Charmaz, Kathy (1939–2020), US-amerikanische Sozialwissenschaftlerin
- Charmelle, Lou (* 1983), französische PornodarstellerinLou Charmelle (* 1983)

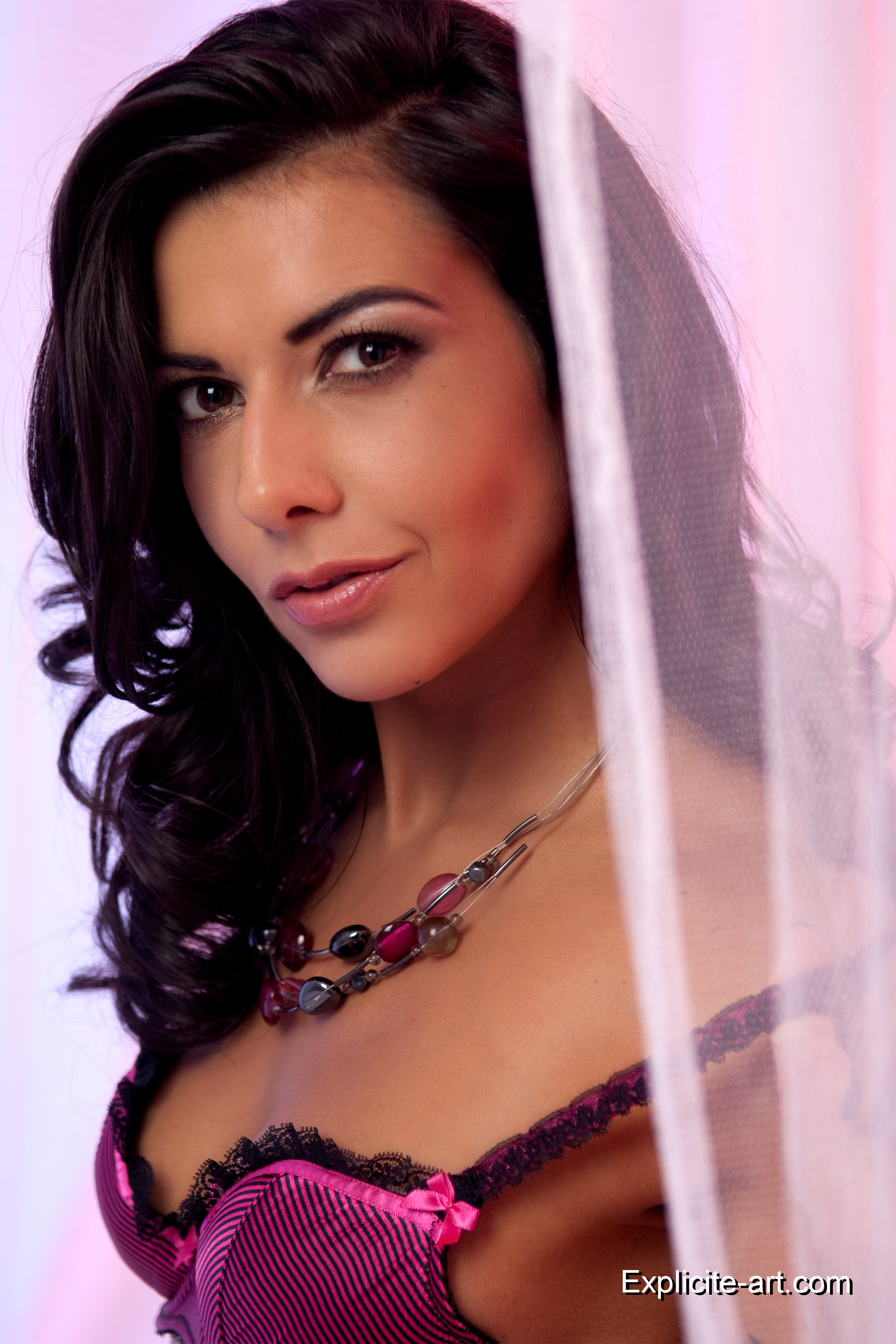
Lou Charmelle (* 1983)

- Charmers, Lloyd (1946–2012), jamaikanischer Sänger, Musiker, Komponist und Musikproduzent
- Charmes, Francis (1848–1916), französischer Journalist, Diplomat und Politiker
- Charmet, Antoine (1912–1945), katholischer französischer Geistlicher
- Charmi, Shahin (* 1953), iranisch-deutscher Medienkünstler
- Charmides († 403 v. Chr.), antiker griechischer Politiker
- Charmig, Anthon (* 1998), dänischer Radrennfahrer
- Charming Horses, deutscher Deep-House-DJ und Musikproduzent
- Charmion († 30 v. Chr.), Dienerin Kleopatras VII.
- Charmion (1875–1949), amerikanische Luftakrobatin
- Charmley, John (1955–2025), britischer Historiker
- Charmoille, Gustave (* 1878), französischer Turner
- Charmoy, François Bernard (1793–1869), französischer Orientalist
- Charms, Chelsea (* 1976), US-amerikanisches Busen- und Internetmodel
- Charms, Daniil (1905–1942), russischer SchriftstellerDaniil Charms (1905–1942)

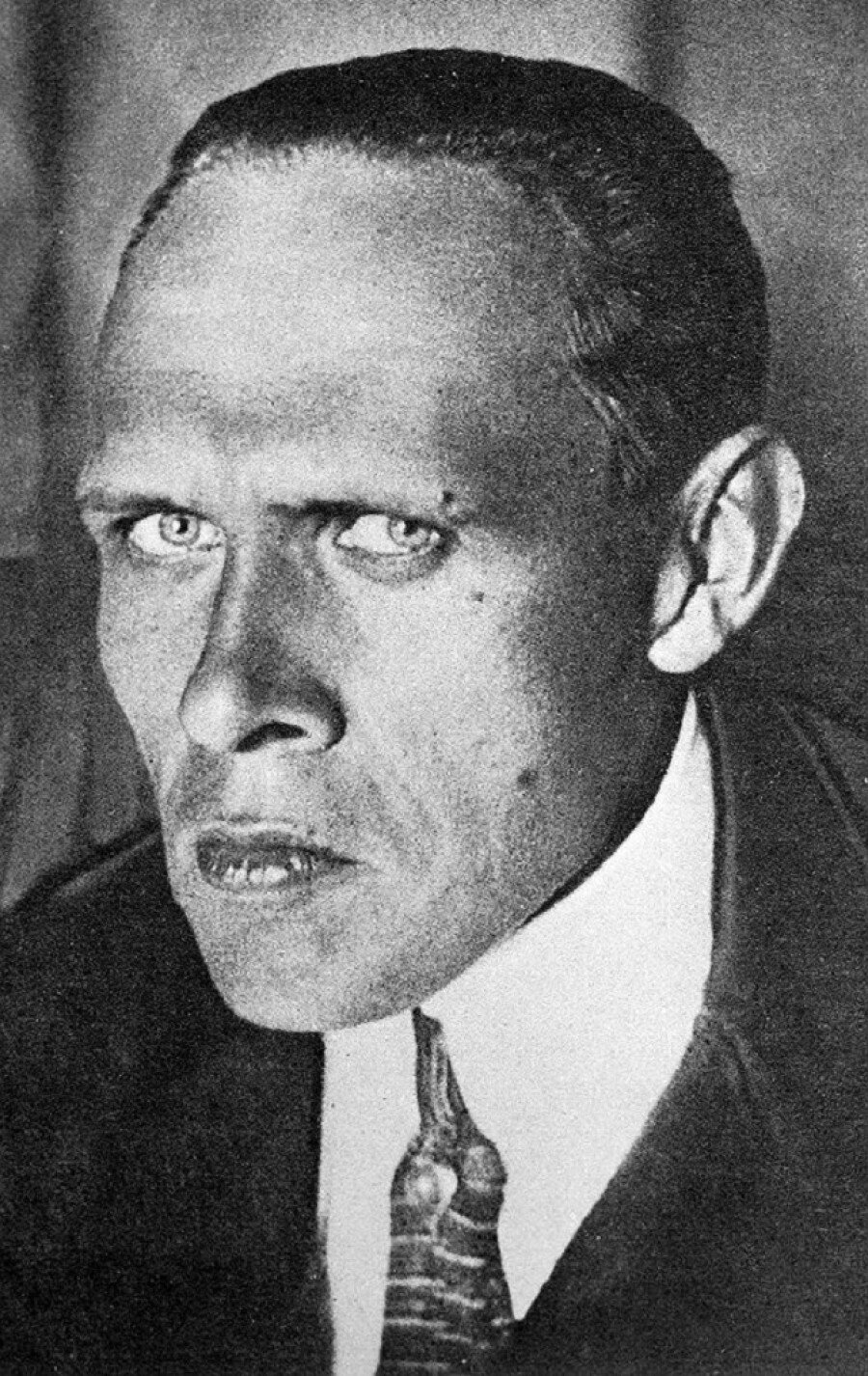
Daniil Charms (1905–1942)

- Charmy, Émilie (1878–1974), französische Malerin

### Charn
- Charnacé, Hercule de (1588–1637), französischer Diplomat während des Dreißigjährigen Krieges
- Charnas, Suzy McKee (1939–2023), US-amerikanische Schriftstellerin
- Charnay, Désiré (1828–1915), französischer Forschungsreisender, Fotograf und Altamerikanist
- Charnay, Yves (* 1942), französischer Licht- und Objektkünstler, Maler, Filmautor und Autor
- Charnell (* 1978), deutscher Rapper
- Charnes, Abraham (1917–1992), US-amerikanischer Mathematiker und Ökonom
- Charney, Jonathan (1943–2002), amerikanischer Jurist und Professor an der Vanderbilt University
- Charney, Jule Gregory (1917–1981), US-amerikanischer Meteorologe
- Charney, Madison (* 1994), kanadische Skeletonpilotin
- Charney, Ruth (* 1950), US-amerikanische Mathematikerin
- Charniak, Eugene (1946–2023), US-amerikanischer Informatiker
- Charnley, John (1911–1982), britischer Chirurg und Orthopäde
- Charno, Stuart (* 1956), US-amerikanischer Film- und Fernsehschauspieler
- Charnock, Anne, britische Science-Fiction-Schriftstellerin und ehemalige Journalistin
- Charnock, Thomas († 1581), englischer Alchemist
- Charnovitz, Steve (1953–2025), US-amerikanischer Jurist, Professor an der George Washington University
- Charnwit Polcheewin (* 1956), thailändischer Fußballspieler und -trainer

### Charo
- Charo (* 1951), US-amerikanische Schauspielerin, Sängerin und GitarristinCharo (* 1951)

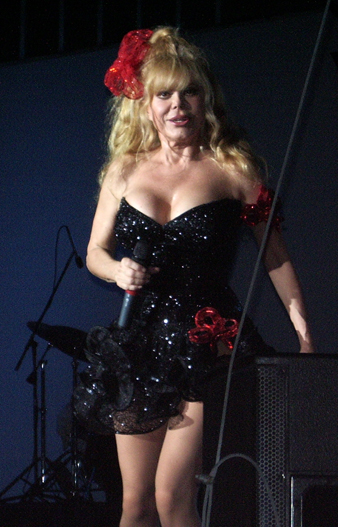
Charo (* 1951)

- Charoen Wattanasin (* 1937), thailändischer Badmintonspieler
- Charoenrut, Vitool (* 1942), thailändischer Radrennfahrer
- Charoensiri, Sirikan (* 1986), thailändische Rechtsanwältin
- Charoensuk, Parichat (* 1998), thailändische Leichtathletin
- Charol, Dorothea (1889–1963), deutsche Bildhauerin des Art déco
- Charolais, Charles de Bourbon, comte de (1700–1760), französischer Prinz und Libertin
- Charon von Lampsakos, antiker griechischer Historiker
- Charon, Jean Émile (1920–1998), französischer Physiker und Philosoph
- Charondas, antiker griechischer Philosoph und Gesetzgeber
- Charops-Maler, griechischer Vasenmaler des rotfigurigen Stils
- Charost, Alexis-Armand (1860–1930), französischer Geistlicher, Erzbischof und Kardinal
- Charousek, Rudolf (1873–1900), ungarischer Schachspieler
- Charoux, Siegfried (1896–1967), österreichisch-britischer Bildhauer, Maler, Zeichner und Karikaturist
- Charouz, Jan (* 1987), tschechischer Rennfahrer

### Charp
- Charpak, Georges (1924–2010), französischer PhysikerGeorges Charpak (1924–2010)

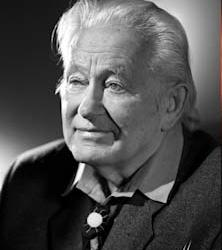
Georges Charpak (1924–2010)

- Charpenel, Eugenio, französischer Fußballspieler
- Charpenet, Louis (1927–1977), französischer römisch-katholischer Ordensgeistlicher und Bischof von Yagoua
- Charpentier de Castro, Eduardo (1927–2019), panamaischer Flötist, Dirigent, Komponist und Musikpädagoge
- Charpentier, Alexandre (1856–1909), französischer Bildhauer und Medailleur
- Charpentier, Auguste (1813–1880), französischer Maler
- Charpentier, Constance Marie (1767–1849), französische Malerin des Klassizismus
- Charpentier, Emmanuelle (* 1968), französische Mikrobiologin, Genetikerin und BiochemikerinEmmanuelle Charpentier (* 1968)

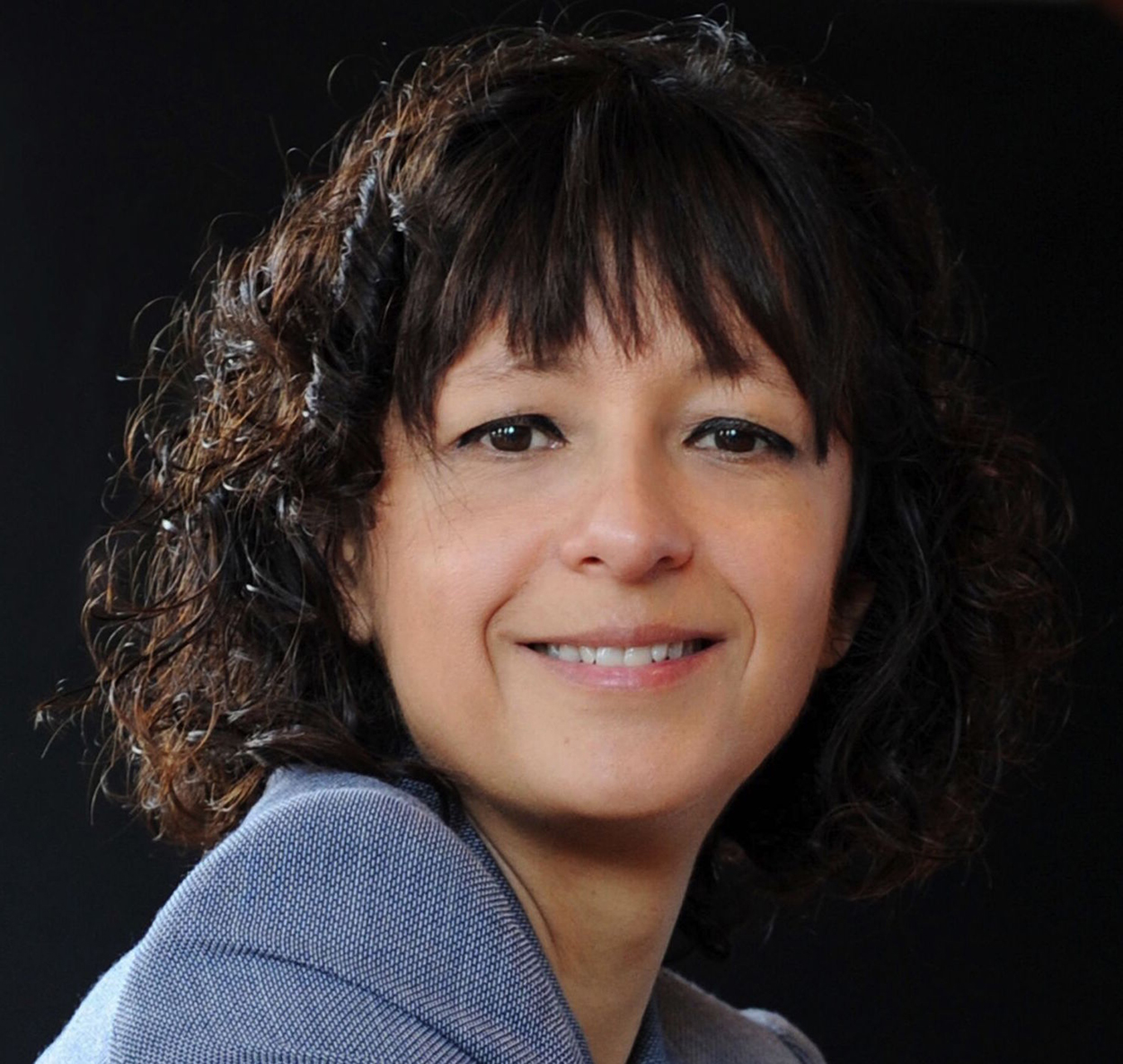
Emmanuelle Charpentier (* 1968)

- Charpentier, Erik (1897–1978), schwedischer Turner und Leichtathlet
- Charpentier, François (1620–1702), französischer Gräzist, Romanist, Übersetzer, Lexikograf und Literat
- Charpentier, François-Philippe (1734–1817), französischer Erfinder und Kupferstecher (Kupferstich)
- Charpentier, Fritz (1869–1928), deutscher Politiker (KPD), Mitglied des Preußischen Landtags
- Charpentier, Gabriel (1925–2019), kanadischer Komponist und Lyriker
- Charpentier, Genea (* 2003), kanadische Kinderdarstellerin
- Charpentier, Georges (1846–1905), französischer Verleger und Kunstsammler
- Charpentier, Gustave (1860–1956), französischer Komponist
- Charpentier, Jacques (1933–2017), französischer Komponist und Organist
- Charpentier, Johann Friedrich Wilhelm von (1738–1805), deutscher Geologe, Mineraloge und sächsischer Berghauptmann
- Charpentier, Johann von (1786–1855), deutscher Geologe
- Charpentier, Julie Marguerite (1770–1845), französische Bildhauerin und Tierpräparatorin
- Charpentier, Louis (1905–1979), französischer Journalist, Schriftsteller und Herausgeber
- Charpentier, Louise (1902–1964), französische Harfenistin und Komponistin
- Charpentier, Marc-Antoine († 1704), französischer KomponistMarc-Antoine Charpentier († 1704)

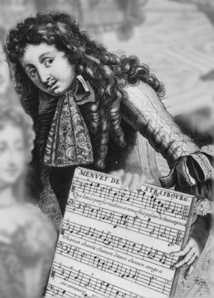
Marc-Antoine Charpentier († 1704)

- Charpentier, Marguerite (1848–1904), französische Kunstsammlerin und Salonnière
- Charpentier, Megan (* 2001), kanadische Schauspielerin
- Charpentier, Orianne (* 1974), französische Jugendbuchautorin
- Charpentier, Pierre (* 1888), französischer Eishockeyspieler
- Charpentier, Pierre Albert (1904–1968), französischer Diplomat
- Charpentier, Robert (1916–1966), französischer Radrennfahrer
- Charpentier, Sébastien (* 1973), französischer Motorradrennfahrer
- Charpentier, Sébastien (* 1977), kanadischer Eishockeytorwart
- Charpentier, Toussaint von (1779–1847), deutscher Geologe und Entomologe
- Charpentier, Victor-Thérèse (1732–1776), französischer Graf, General und Kolonialverwalter
- Charpey, Thomas (* 1955), deutscher literarischer Übersetzer
- Charpie, Robert Alan (1925–2011), US-amerikanischer Physiker und Manager
- Charpilloz, Arnold (1902–1984), Schweizer Fußballspieler und Unternehmer
- Charpilloz, Daniel (1892–1955), Schweizer Industrieller
- Charpin, Fernand (1887–1944), französischer Schauspieler

### Charq
- Charquero, Jonathan (* 1989), uruguayischer Fußballspieler

### Charr
- Charr, Mahmoud (* 1984), deutsch-syrischer BoxerMahmoud Charr (* 1984)

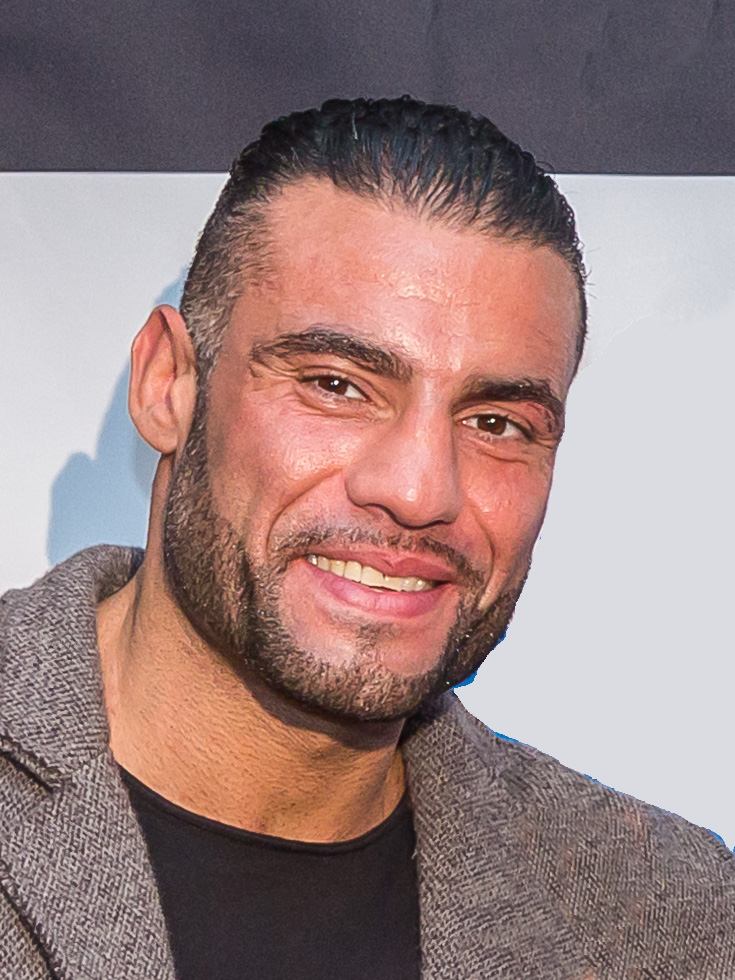
Mahmoud Charr (* 1984)

- Charras, Jean-Baptiste-Adolphe (1810–1865), französischer Militärschriftsteller und Minister
- Charrasky, Heinrich (1656–1710), ungarisch-deutscher Bildhauer
- Charrat, Edwar al- (1926–2015), ägyptischer Schriftsteller
- Charrat, Hasan al- (1861–1925), syrischer Freischärler
- Charrat, Janine (1924–2017), französische Ballerina und Choreografin
- Charrazi, Kamal (* 1944), iranischer Politiker und Außenminister
- Charre, Morgane (* 1990), französische Mountainbikerin
- Charréard, Michel (* 1959), französischer Radrennfahrer
- Charreire, Paul (1820–1898), französischer Organist und Komponist
- Charretier, Maurice (1926–1987), französischer Politiker (UDF), Mitglied der Nationalversammlung und Senator
- Charreton, Victor (1864–1936), französischer Landschaftsmaler des Postimpressionismus
- Charrette, Robert N. (* 1953), US-amerikanischer Autor und Illustrator
- Charrier de La Roche, Louis (1738–1827), französischer Bischof
- Charrier, Bernard (* 1938), französischer Geistlicher, emeritierter römisch-katholischer Bischof von Tulle
- Charrier, Fernando (1931–2011), italienischer Geistlicher, römisch-katholischer Bischof von Alessandria
- Charrier, Jacques (* 1936), französischer Schauspieler und Filmproduzent
- Charrière, Caroline (1960–2018), Schweizer Komponistin und Dirigentin
- Charrière, Christian (* 1975), Schweizer Radrennfahrer
- Charrière, François (1893–1976), Schweizer Geistlicher, Bischof im Bistum Lausanne, Genf und Freiburg
- Charrière, Henri (1906–1973), französischer Schriftsteller
- Charrière, Isabelle de (1740–1805), niederländisch-schweizerische Schriftstellerin
- Charrière, Joseph-Frédéric-Benoît (1803–1876), französischer Instrumenten- und Apparatebauer
- Charrière, Julian (* 1987), Schweizer Land Art- und InstallationskünstlerJulian Charrière (* 1987)
- Charrière, Pascal (* 1964), Schweizer Geher

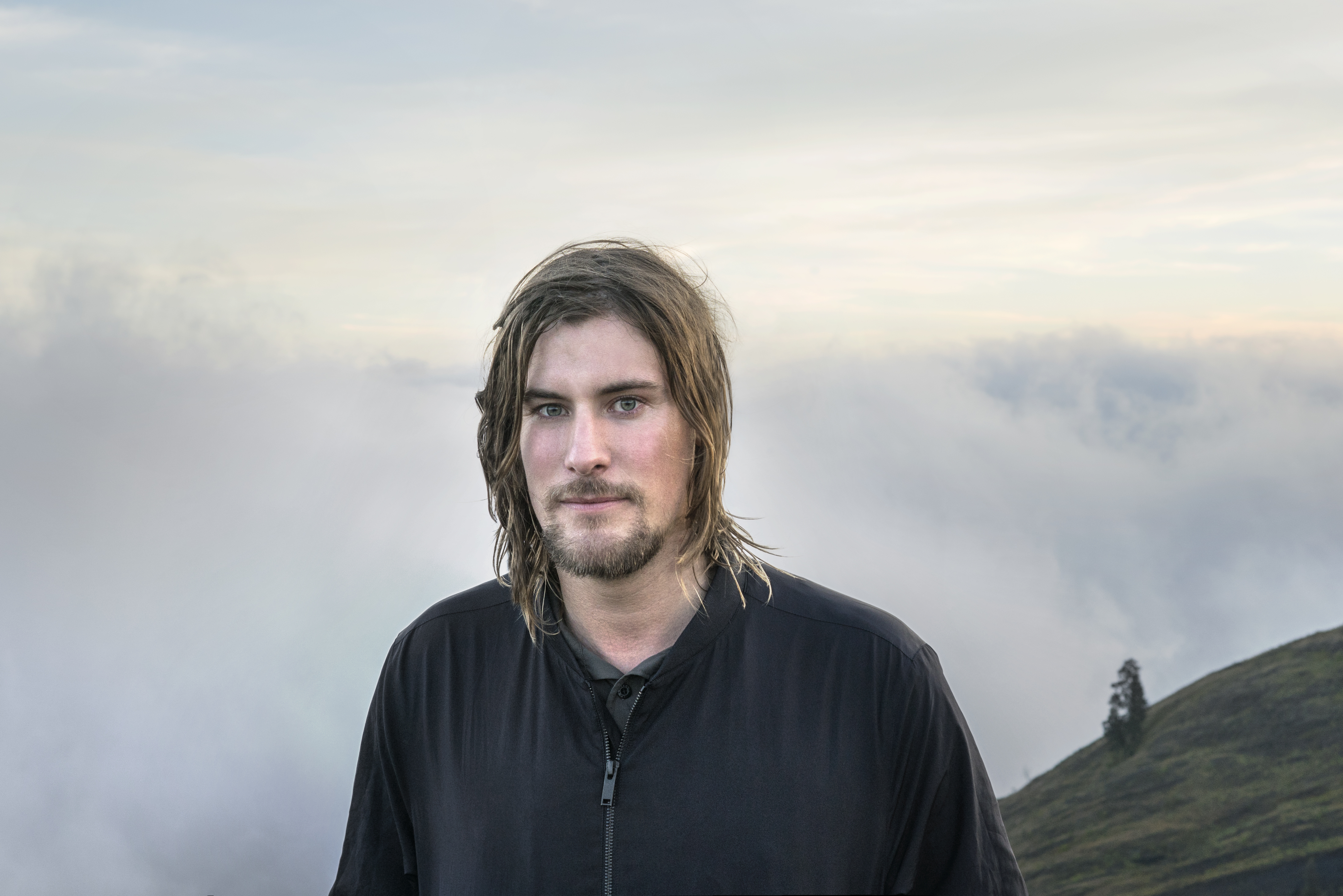
Julian Charrière (* 1987)

- Charrière, Roland (1926–1990), französischer Autorennfahrer
- Charritte, Jean-Pierre de Casamajor de Charritte (1658–1723), französischer Seeoffizier und Kolonialadministrator
- Charroin, Olivier (* 1982), französischer Tennisspieler
- Charron, Éric (* 1970), kanadischer Eishockeyspieler
- Charron, Fernand (1866–1928), französischer Rad- und Automobilrennfahrer
- Charron, Guy (* 1949), kanadischer Eishockeyspieler
- Charron, Joseph Leo (* 1939), US-amerikanischer Ordensgeistlicher, emeritierter Bischof von Des Moines
- Charron, Maude (* 1993), kanadische Gewichtheberin
- Charron, Pierre (1541–1603), französischer Philosoph und Theologe, Vertreter des Skeptizismus
- Charroux, Gaby (* 1942), französischer Politiker, Mitglied der Nationalversammlung
- Charroux, Robert (1909–1978), französischer Schriftsteller

### Chars
- Charschiladse, Ramas (1951–2017), sowjetischer Judoka
- Charszewska, Zofia (1909–1941), polnische Schriftstellerin

### Chart
- Chartdanai Priksuwan (* 1991), thailändischer Fußballspieler
- Charteau, Anthony (* 1979), französischer Radrennfahrer
- Charter, Andrew (* 1987), australischer Hockeyspieler
- Charteris, David, 12. Earl of Wemyss (1912–2008), britischer Peer
- Charteris, Diane (* 1947), neuseeländische Kugelstoßerin und Diskuswerferin
- Charteris, John (1877–1946), britischer Brigadier-General und MP
- Charteris, Leslie (1907–1993), US-amerikanischer Krimi-Schriftsteller
- Charteris, Luke (* 1983), walisischer Rugbyspieler
- Charteris, Martin, Baron Charteris of Amisfield (1913–1999), britischer Offizier und Privatsekretär von Queen Elisabeth II.
- Charters, Duncan (* 1943), US-amerikanischer Esperantist
- Charters, Harvey (1912–1995), kanadischer Kanute
- Charters, Samuel (1929–2015), US-amerikanischer Blues-Musiker und Musikwissenschaftler
- Charters, Spencer (1875–1943), US-amerikanischer Theater- und Filmschauspieler
- Chartier, Alain, französischer Dichter
- Chartier, Christian (* 1980), kanadischer Eishockeyspieler
- Chartier, Collin (* 1993), US-amerikanischer Triathlet
- Chartier, Dave (* 1961), kanadischer Eishockeyspieler
- Chartier, Émile (1868–1951), französischer Philosoph, Schriftsteller und JournalistÉmile Chartier (1868–1951)

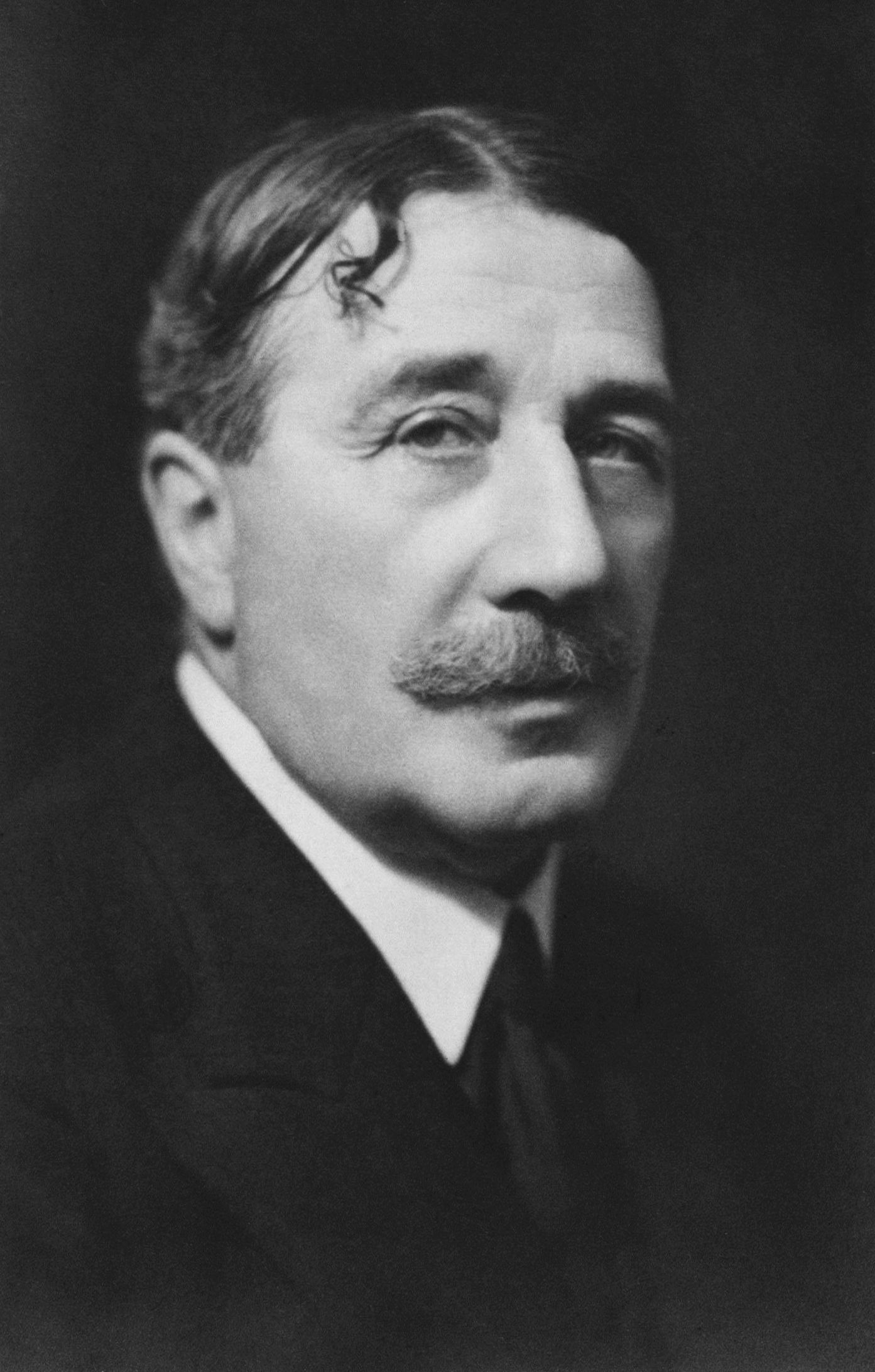
Émile Chartier (1868–1951)

- Chartier, Eugène († 1963), kanadischer Violinist, Dirigent und Musikpädagoge
- Chartier, Nicolas (* 1974), französischer Filmproduzent
- Chartier, Richard (* 1971), US-amerikanischer Klang- und Installationskünstler sowie Grafikdesigner
- Chartier, Roger (* 1945), französischer Historiker
- Chartier, Rourke (* 1996), kanadischer Eishockeyspieler
- Chartoff, Melanie (* 1948), US-amerikanische Schauspielerin und SynchronsprecherinMelanie Chartoff (* 1948)

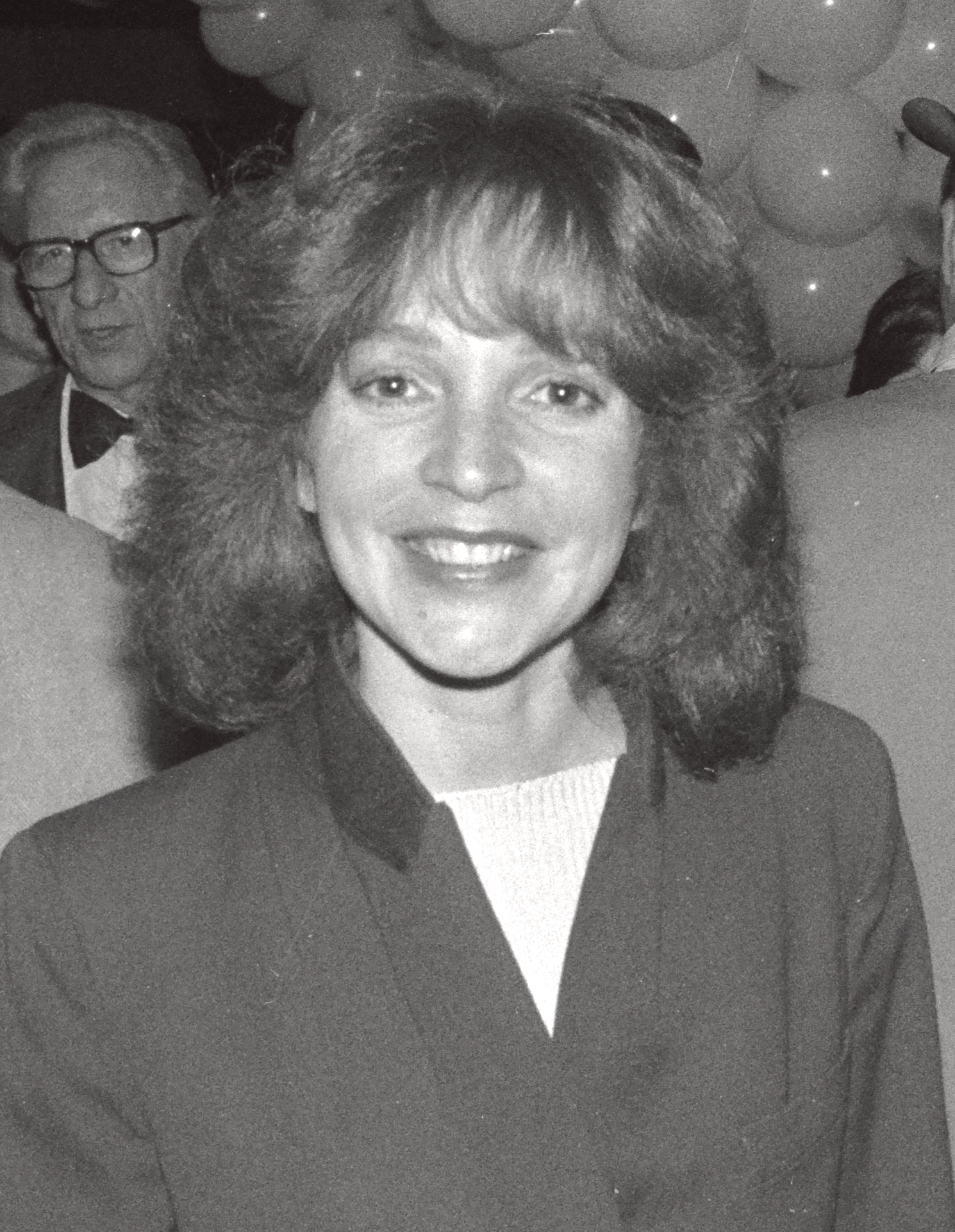
Melanie Chartoff (* 1948)

- Chartoff, Robert (1933–2015), US-amerikanischer Filmproduzent
- Chartoi, Adam (* 1997), schwedischer Boxer
- Charton, Nicolas (1859–1923), deutscher Gutsbesitzer und Politiker, MdR und Bürgermeister
- Charton, Robert (1881–1963), deutscher Architekt und Baubeamter, Stadtbaurat der Stadt Oldenburg i. O.
- Chartouni, Salim (* 1973), mexikanischer Fußballtorhüter
- Chartrain, Nicolas-Joseph († 1793), Violinist und Komponist der klassischen Epoche
- Chartran, Théobald (1849–1907), französischer Porträtmaler
- Chartrand, Brad (* 1974), kanadischer Eishockeyspieler
- Chartrand, Joseph (1870–1933), römisch-katholischer Bischof von Indianapolis
- Chartraw, Rick (* 1954), US-amerikanischer Eishockeyspieler
- Chartres, Richard (* 1947), britischer Geistlicher, Bischof, Autor und Politiker, Mitglied des House of Lords
- Chartron, Ghislaine (* 1961), französische Informatikerin und Kommunikationswissenschaftlerin
- Chartschenko, Anastassija (* 1989), ukrainische Tennisspielerin
- Chartschenko, Juri Alexandrowitsch (* 1963), sowjetischer Rennrodler
- Chartschenko, Serhij (* 1976), ukrainischer Eishockeyspieler
- Chartschenko, Wadim (* 1984), kirgisischer Fußballspieler
- Chartschenkow, Alexander Sergejewitsch (* 1953), russischer Basketballspieler
- Chartschikow, Alexander Anatoljewitsch (* 1949), russischer Liedermacher
- Chartschilawa, Lika (* 2000), georgische Sprinterin

### Charu
- Charucki, Henryk (* 1955), polnischer Radrennfahrer
- Charucki, Paweł (* 1988), polnischer Straßenradrennfahrer
- Charue, André Marie (1898–1977), belgischer Geistlicher, Bischof von Namur in Belgien
- Charuest, Yves, kanadischer Jazzmusiker
- Charupong Ruangsuwan (* 1946), thailändischer Politiker
- Charusin, Alexei Nikolajewitsch (1864–1932), russischer Ethnologe, Anthropologe und Staatsbeamter
- Charusin, Michail Nikolajewitsch (1860–1888), russischer Jurist und Ethnograph
- Charusin, Nikolai Nikolajewitsch (1865–1900), russischer Ethnograph und Hochschullehrer
- Charusina, Wera Nikolajewna (1866–1931), russische Ethnographin, Schriftstellerin und Hochschullehrerin

### Charv
- Charva, Karel (1948–1983), tschechoslowakischer Amokläufer
- Charvát, Antonín (1899–1930), tschechoslowakischer Radrennfahrer
- Charvátová, Lucie (* 1993), tschechische Biathletin und vormalige Skilangläuferin
- Charvátová, Olga (* 1962), tschechoslowakische Skirennläuferin
- Charvet, Benoît (* 1938), französischer Kontrabassist
- Charvet, David (* 1972), französischer Schauspieler
- Charvin, Victorine (1799–1862), deutsche Mäzenatin
- Charvis, Colin (* 1972), walisischer Rugbyspieler
- Charvouris, Marinos (1729–1782), griechischer Ingenieur

### Chary
- Charyn, Jerome (* 1937), US-amerikanischer Schriftsteller
- Charytański, Jan (1922–2009), polnischer Ordensgeistlicher, Theologe und Hochschullehrer
- Charytonenko, Iwan (1820–1891), ukrainisch-russischer Unternehmer, Zuckerfabrikant und Mäzen
- Charytonenko, Pawlo (1853–1914), ukrainisch-russischer Unternehmer, Zuckerfabrikant und Mäzen